# Liste des lacs de France
 (mai 2019).
Si vous disposez d'ouvrages ou d'articles de référence ou si vous connaissez des sites web de qualité traitant du thème abordé ici, merci de compléter l'article en donnant les références utiles à sa vérifiabilité et en les liant à la section « Notes et références ».

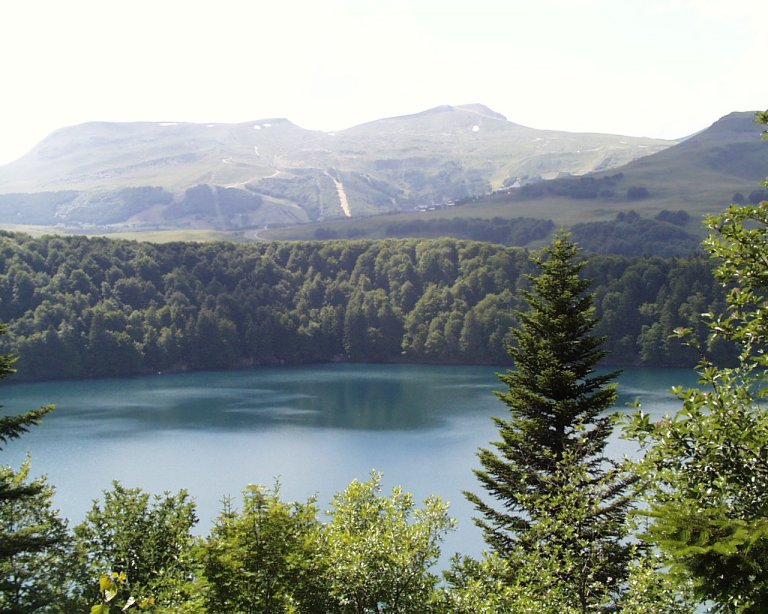
Le lac Pavin.

Il existe en France des milliers de lacs, d'étangs et de marais. Le Léman, plus grand lac d'Europe occidentale avec ses 582 km2 dont 40% est situé sur le territoire français et l'autre partie en Suisse, est indiqué pour sa partie française en Haute-Savoie.

## Différents types de lacs
La liste de lacs de France ci-dessous distingue grossièrement trois catégories : les lacs de montagne, classés par massif, les lacs de plaine, classés par bassin fluvial, et les lacs côtiers :
- les lacs des massifs montagneux peuvent être naturels, souvent d'origine glaciaire (MG) ou volcanique (MV), ou artificiels, généralement dans un but de production hydroélectrique (MH) ou de régularisation du débit (MD) ;
- les lacs de plaine peuvent être naturels (PN) ou destinés à servir de réservoir (PR) ou être créés par un barrage de retenue (PB) ;
- les lacs côtiers, proches de la mer peuvent être remplis d'eau douce (CF) ou d'eau salée (CS).

## Auvergne-Rhône-Alpes

### Cantal
- Lac de Grandval (barrage)
- Lac de Lanau (barrage)
- Lac de Sarrans (barrage) (également en Aveyron)

### Haute-Loire
- Lac du Bouchet
- Lac de Saint-Front
- Lac de Grangent (Barrage)
- Lac de Malaguet (réserve naturelle)
- Lac Bleu

### Puy-de-Dôme
- Étang Barbot de Pulvérières
- Étang de Chancelade
- Étang de Lachamp
- Étang de Marchaud
- Étang de Riols (Marsac-en-Livradois)
- Étang de Tyx
- Étang Grand de Pulvérières
- Gour de Tazenat (V)
- Lac Chambon (V)
- Lac Chauvet (V)
- Lac d'Anchald
- Lac d'Aydat (V)
- Lac d'En-Bas (G) voir La Godivelle
- Lac d'En-Haut (V) voir La Godivelle
- Lac de Bourdouze (G)
- Lac de Cournon d'auvergne
- Lac de Guéry (V)
- Lac de l'Esclauze
- Lac de la Cassière (V)
- Lac de la Landie (V)
- Lac de Laspialade (G)
- Lac de Montcineyre (V)
- Lac de Saint Rémy sur Durolle
- Lac de Servières (V)
- Lac des Hermines
- Lac Pavin (V)

### Ain
- Étangs de la Dombes
  - Étang du Grand-Turlet
- Lac des Eaux Bleues
- Lac Genin sur la commune de Charix
- Lac de Nantua
- Lac de Sylans sur la commune de Les Neyrolles
- Lac de Génissiat à Génissiat (01) et Franclens (74) (barrage)
- Lac d'Ambléon
- Lac d'Arboréiaz
- Lac de Glandieu
- Lac de Pluvis (disparu)
- Lac de Barterand

### Ardèche
- Lac de Devesset (Barrage)
- Lac d'Issarlès
- Lac de Saint-Martial

### Drôme
- Lac de Champos

### Isère
- Lacs de la chaîne de Belledonne :
  - Lac Achard
  - Lac Claret
  - Lac de la Coche
  - Lac de Crop
  - Lac de Croz
  - Lac du Crozet
  - Lac du Flumet
  - Lac de la Grande-Sître
  - Lac Merlat
  - Lacs Robert

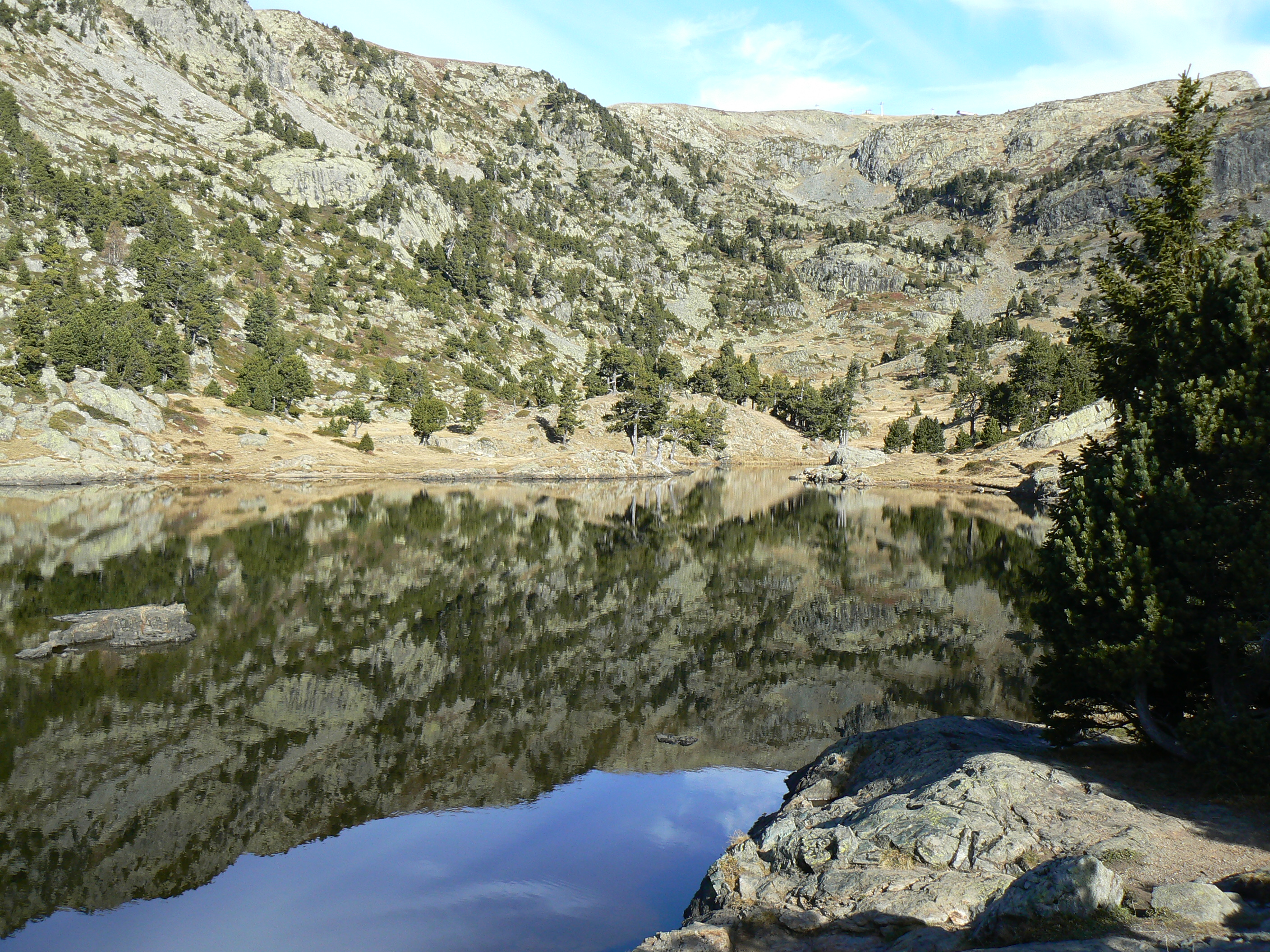
Le lac Achard.

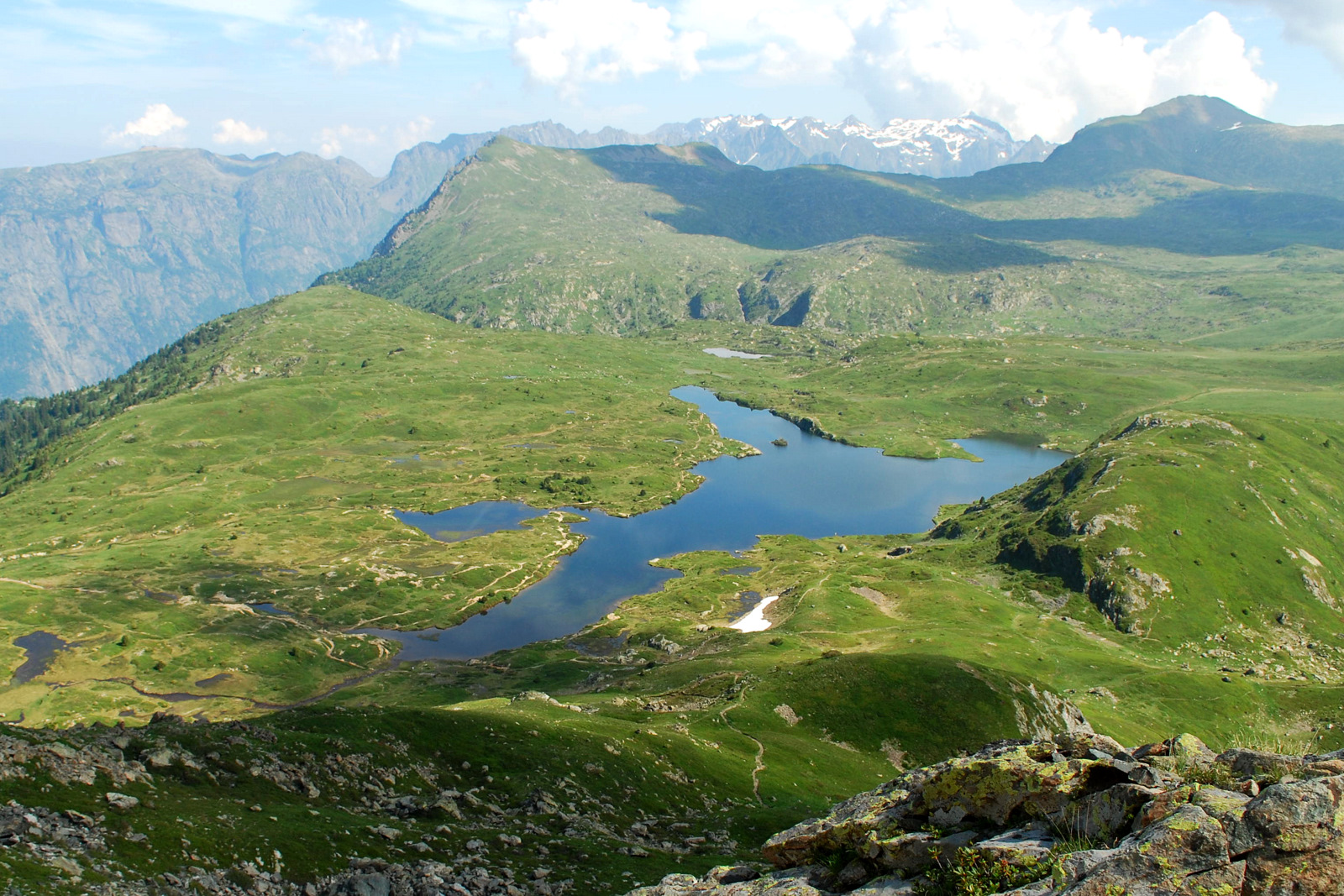
Le lac Fourchu.

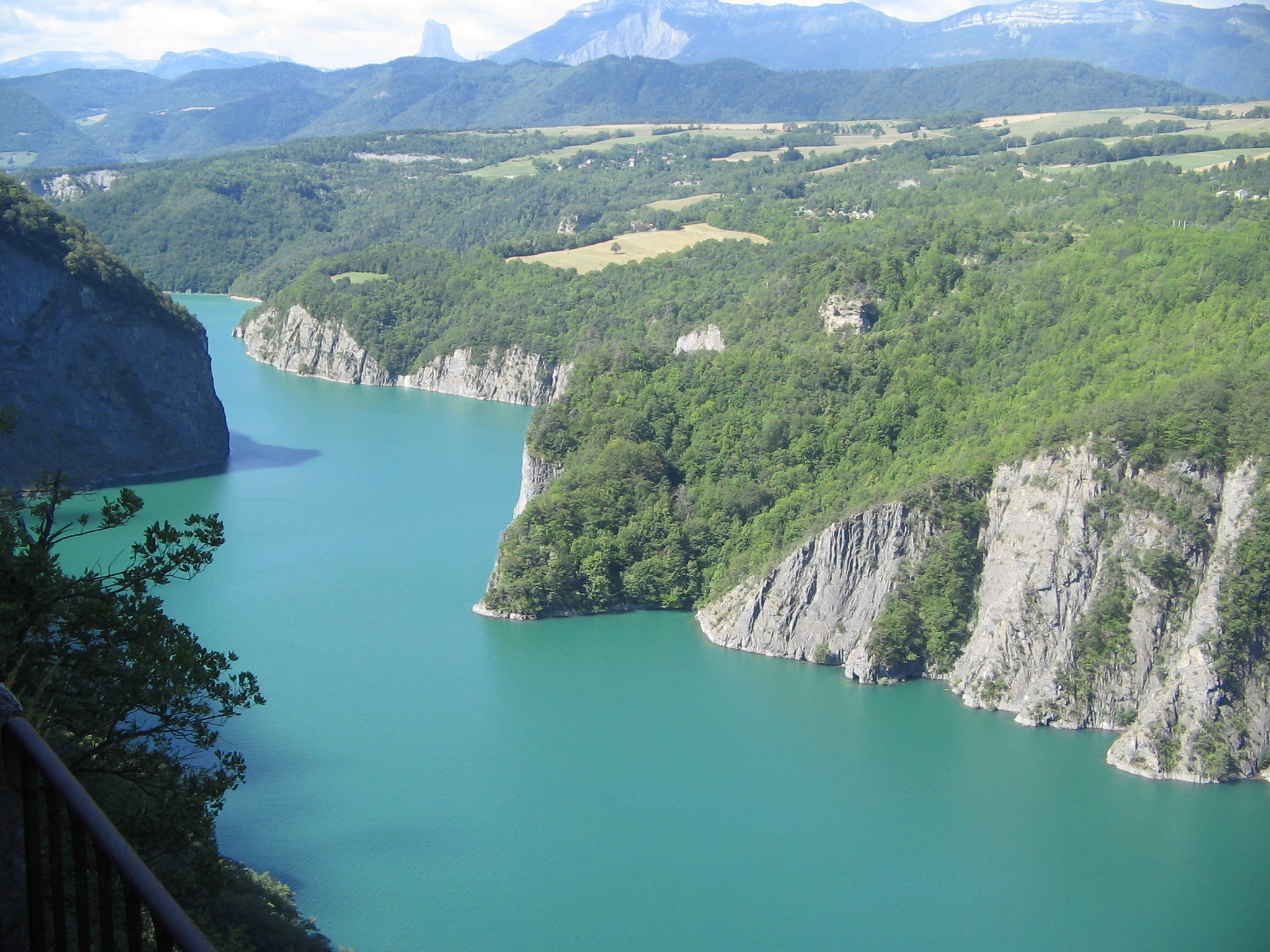
Le lac de Monteynard-Avignonet.

- Lacs du massif des Grandes Rousses :
  - Lac Blanc
  - Lac Besson
  - Lac Bramant
  - Lac de la Fare
  - Lac Faucille
  - Lac Guichard
  - Lac du Milieu
  - Lac Noir
  - Lac Potet
  - Lac du Verney
- Lacs du massif du Taillefer :
  - Lac Fourchu
  - Lac de Laffrey
  - Lac Mort
  - Lac de Pétichet
  - Lac de Pierre-Châtel
  - Lac du Poursollet
  - Lac Brouffier
- Lacs du vallon de l'Eau d'Olle :
  - Lac de Grand'Maison
- Lacs du massif des Écrins :
  - Lauvitel, 35 hectares
  - Lac Lérié
  - Lac de la Muzelle
  - Lac Noir
  - Lac Noir d'Emparis
  - Lac du Plan
  - Lac du Chambon
- Lac de Monteynard-Avignonet
- Lac de Paladru
- Lac du Sautet
- Lac de Saint-Félix
- Lac de Saint-Sixte

### Loire
- Lac de Villerest
- lac de Grangent

### Rhône
- Lac des sapins
- Lac des Eaux Bleues

### Savoie

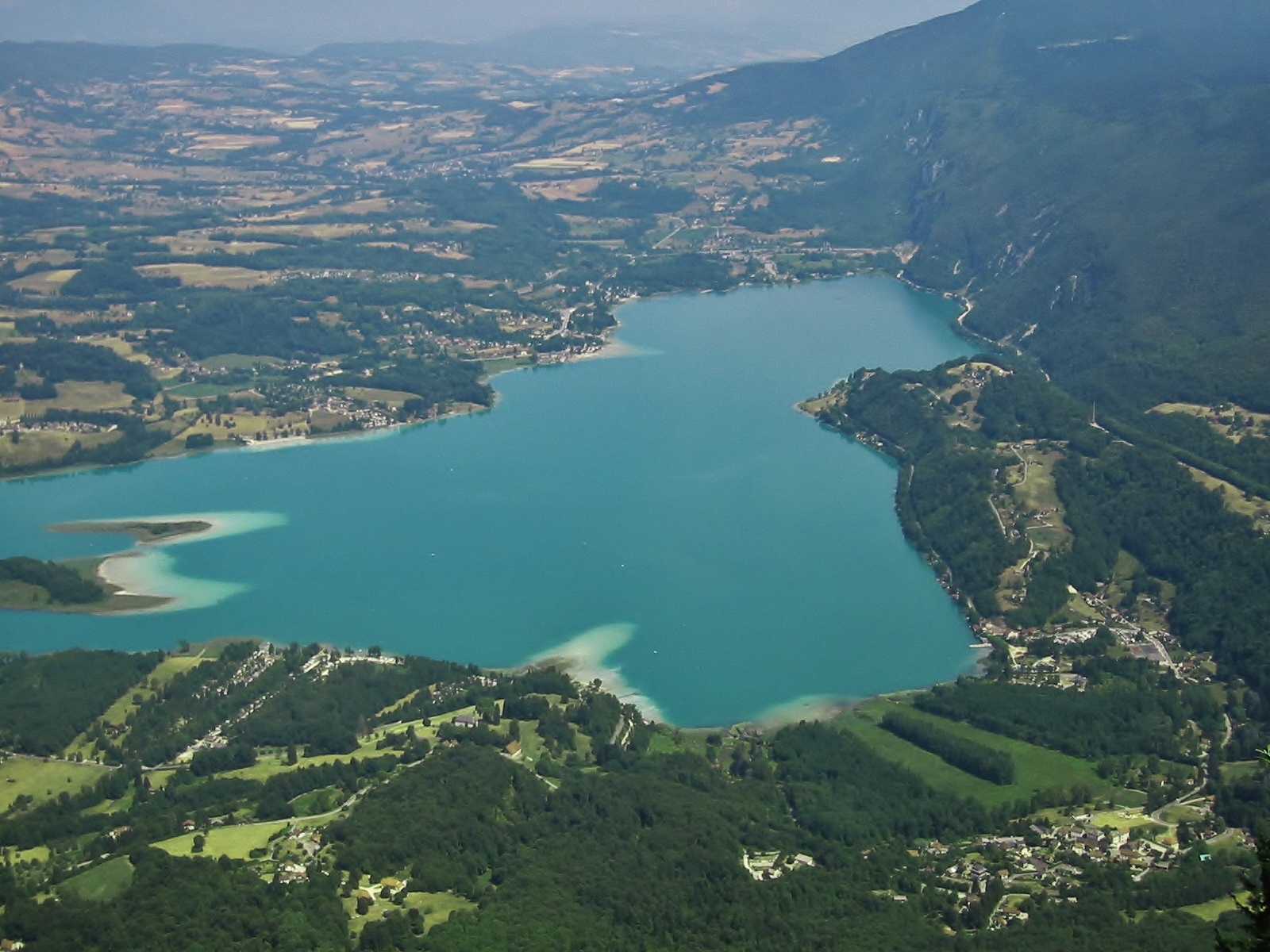
Le lac d'Aiguebelette.

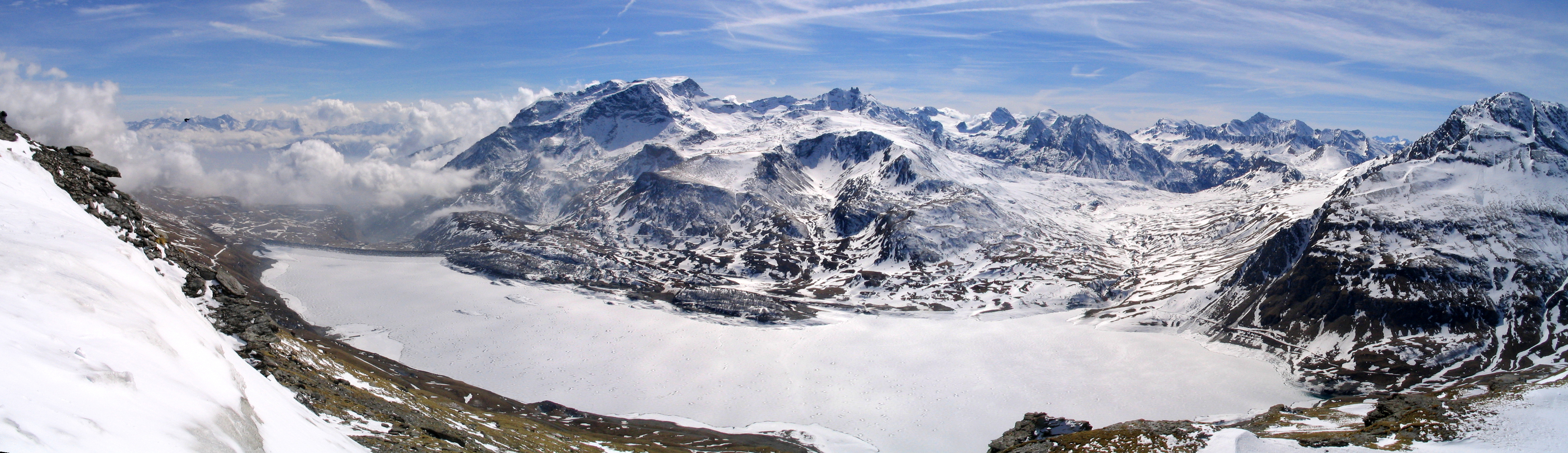
Le lac du Mont-Cenis à 2000 m en Maurienne.

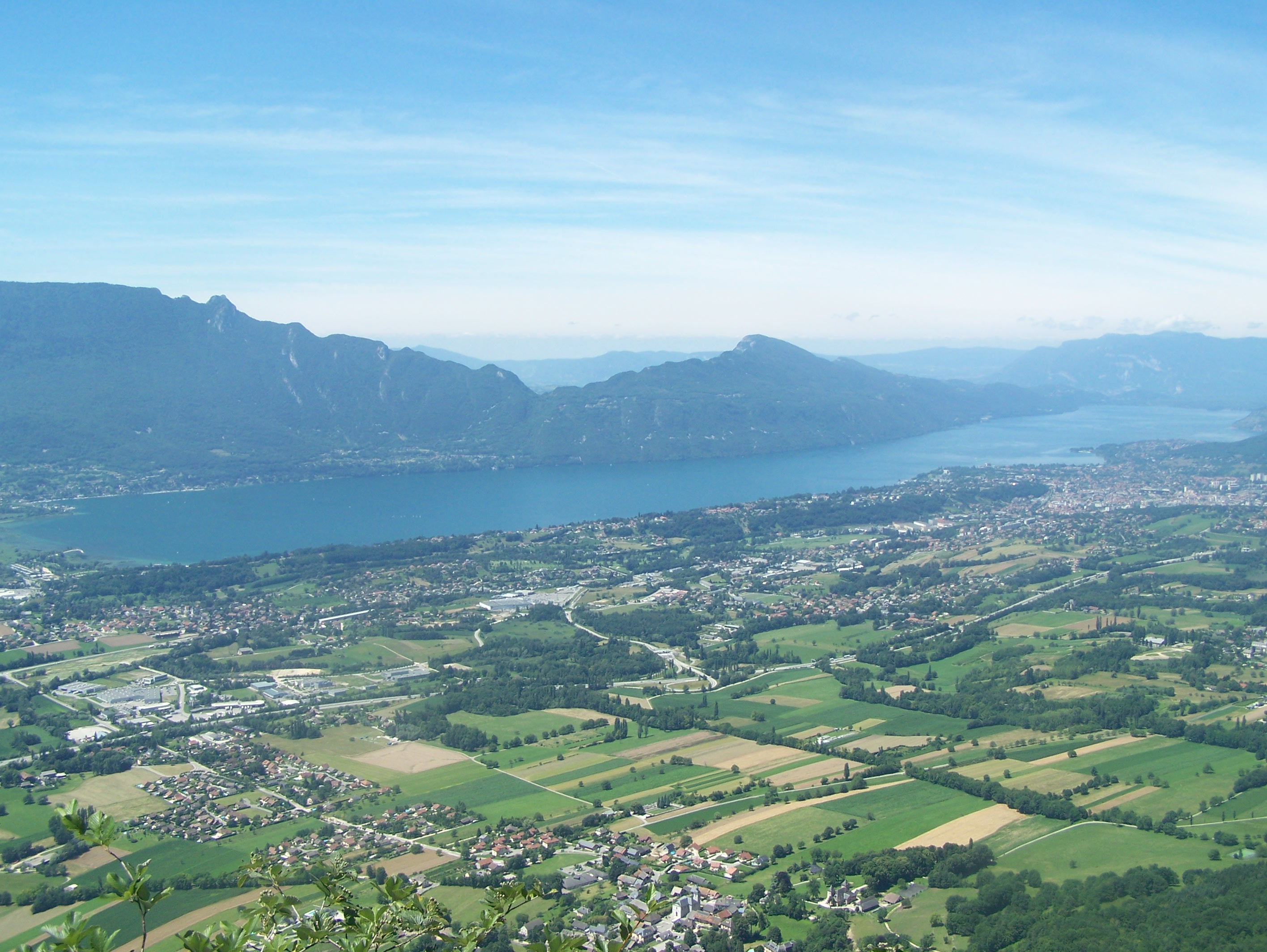
Le lac du Bourget.

- Grand Lac dans le massif des Grandes Rousses
- Lac d'Aiguebelette
- Lac de l'Arpont dans le massif de la Vanoise
- Lac des Assiettes au col de la Vanoise
- Lac de la Bailletta à Val-d'Isère
- Lacs du Beaufortain
  - Lac de la Girotte dans le Beaufortain (barrage)
  - Lac de la Gittaz dans le Beaufortain (barrage)
  - Lac de Roselend dans le Beaufortain (barrage)
  - Lac de Saint-Guérin dans le Beaufortain (barrage)
- Lac de Bissorte à Valmeinier dans le massif des Cerces
- Lac Blanc dans le massif du Mont-Cenis
- Lac Blanc dans la Vallée du Clou
- Lac Blanc dans le massif des Cerces
- Lac Blanc (Pralognan-la-Vanoise) dans le massif de la Vanoise
- Lac Blanc dans le massif des Grandes Rousses, à Saint-Sorlin-d'Arves
- Lac Blanc (Doron) dans le massif de la Vanoise
- Lac du Bourget à Aix-les-Bains
- Lac Brutet dans la vallée du Clou
- Lac Carrelet dans le massif des Grandes Rousses
- Lac des Cerces dans le massif des Cerces
- Lac de Chasseforêt dans le massif de la Vanoise
- Lac du Clos à Moûtiers
- Lac du Clou dans la vallée du Clou
- Lac de la Croix dans la chaîne de Belledonne
- Lac des Évettes dans le massif de la Vanoise, 3 hectares
- Lac de la Glière dans le massif de la Vanoise
- Lac de la Grande Léchère dans le massif de la Lauzière
- Lac Grand-Ban
- Lac du Lait dans le massif de la Vanoise
- Lacs de la Leisse au vallon de la Leisse
- Lac Long au col de la Vanoise
- Lac le Lou dans le massif de la Vanoise
- Lac du Mont-Cenis dans le massif du Mont-Cenis
- Lac de la Vecchia dans le massif du Mont-Cenis
- Lac du Mont-Coua dans le massif de la Vanoise
- Lacs des Nettes au vallon de la Leisse
- Lac Noir dans la vallée du Clou
- Lac Noir dans la vallée de la Sassière
- Lac de l'Ouillette à Val-d'Isère
- Lac de la Partie dans le massif de la Vanoise
- Lac du Pelve au glacier du Pelve
- Lac du Plan-d'Amont dans le massif de la Vanoise
- Lac du Plan-d'Aval dans le massif de la Vanoise
- Lac du Plan-du-Lac dans le massif de la Vanoise
- Lacs de la Roche-Ferran dans le massif de la Vanoise
- Lac Rond au col de la Vanoise
- Lac Rond dans le massif des Cerces, au seuil des Rochilles
- Lac Rond dans le massif des Cerces, sous le rocher de la Grande Tempête
- Lac de Saint-André aux Marches
- Lac de Saint-Clair vers La Rochette
- Lac de Sainte-Hélène à Sainte-Hélène-du-Lac
- Lac de Saint-Jean-de-Maurienne à Saint-Jean-de-Maurienne
- Lac de Savine dans le massif du Mont-Cenis
- Lac de la Thuile à La Thuile
- Lacs de la région Tignes
  - Lac du Chardonnet à Tignes
  - Lac du Chevril à Tignes (barrage)
  - Lac du Santel à Tignes
  - Lac de la Sassière à Tignes (barrage)
  - Lac du Saut à Tignes (barrage)
  - Lac de Tignes (H) à Tignes
- Lac de Tuéda dans le massif de la Vanoise (Méribel)
- Lac des fées à Méribel
- Lac du Lou aux Ménuires
- Lac Tournant dans le massif des Grandes Rousses
- Lac du Vallon sous l'aiguille de Scolette
- Lac de la Vecchia sous le signal du Clèry
- Lacs Verdet dans la vallée du Clou
- Mini-lac des Evettes sur la commune de Flumet

### Haute-Savoie
- Le Léman (partie française)
- Lac d'Annecy
- Lacs des aiguilles Rouges :
  - Lac de l'Aiguillette
  - Lac Blanc
  - Lac du Brévent
  - Lacs des Chéserys
  - Lac Cornu
  - Lac Noir des aiguilles Rouges

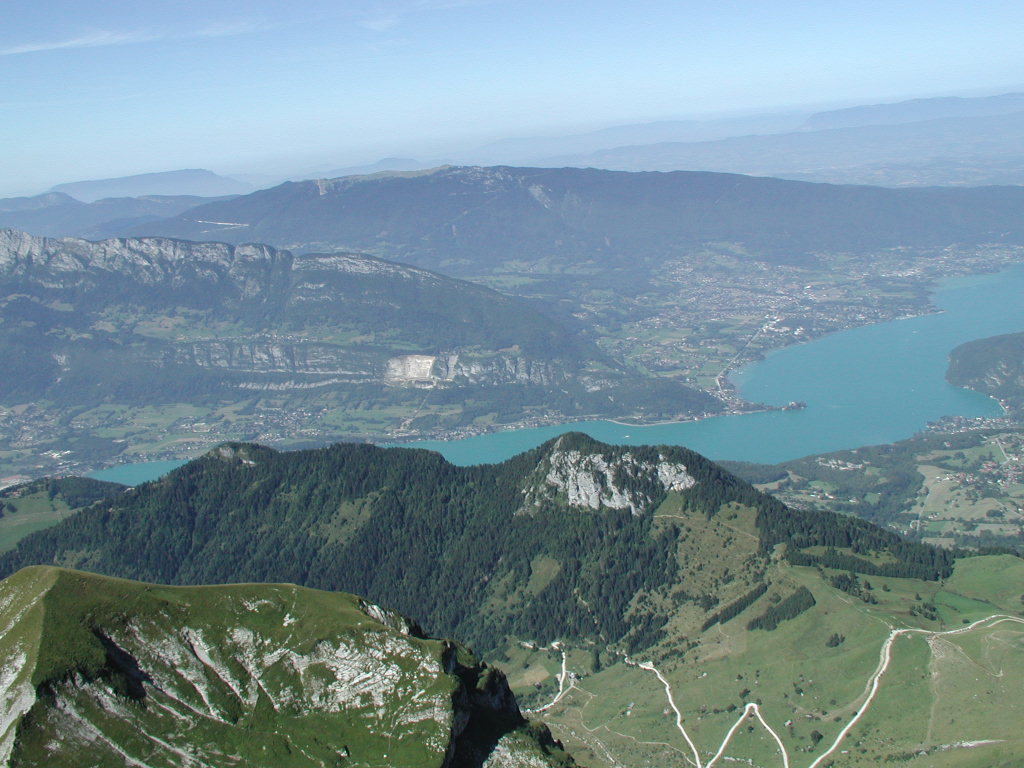
Le lac d'Annecy.

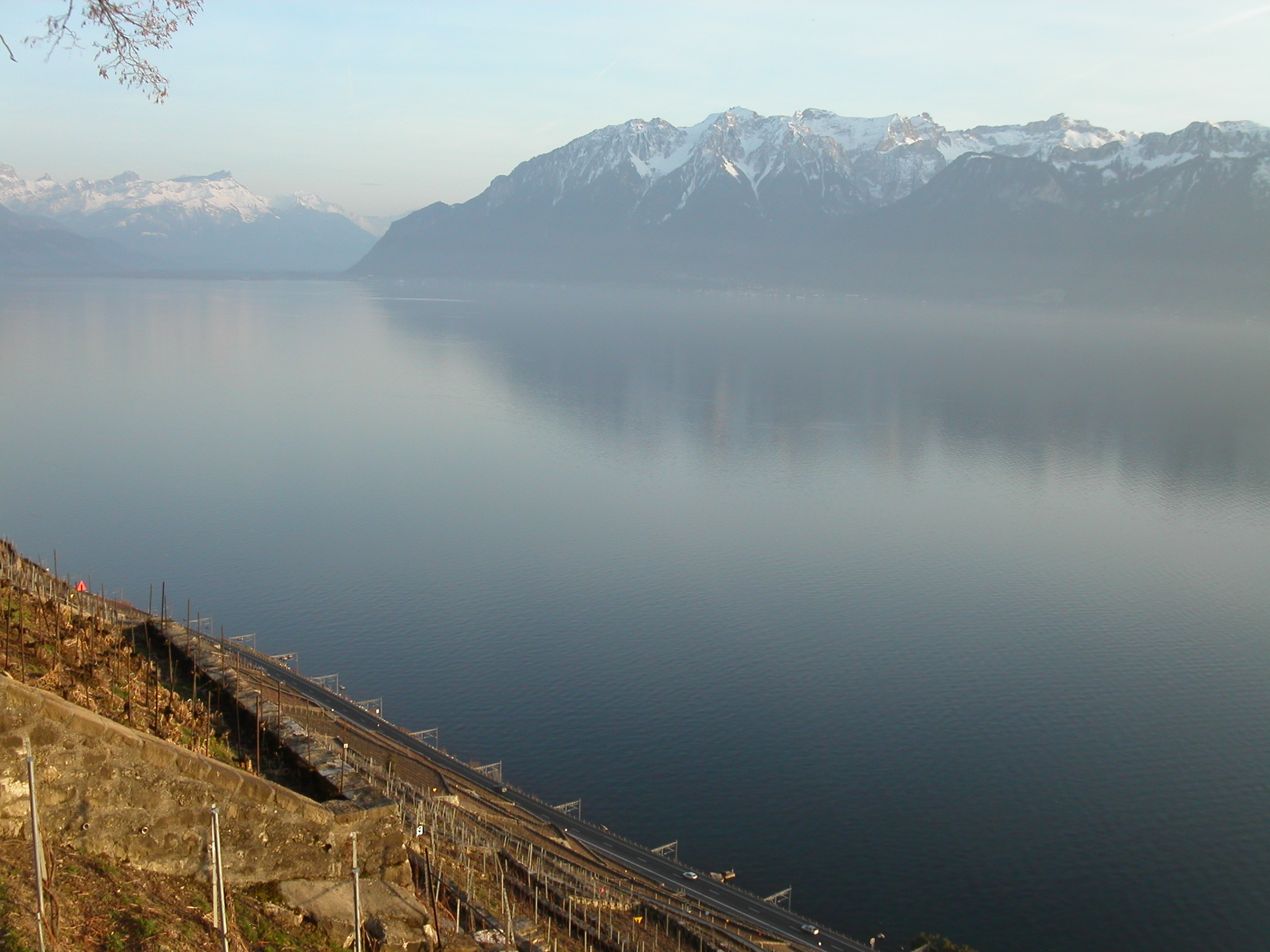
Le Léman et le massif du Chablais vu depuis Lavaux.

  - Lac de Pormenaz dans la réserve naturelle de Passy
- Lacs de la chaîne des Aravis :
  - Lac des Confins à La Clusaz
  - Lac de Tardevant aux Aiguilles noires
- Lacs du massif des Bornes :
  - Lac Bénit à Mont-Saxonnex, sous la chaîne du Bargy
  - Lac de Lessy au col de la Forclaz-Lessy, sous le pic de Jallouvre
  - Lac de Peyre au Reposoir
- Lacs du massif du Chablais :
  - Lac d'Arvouin au sud des Cornettes de Bise
  - Lac d'Avoriaz à Avoriaz
  - Lac de Bise à l'ouest des Cornettes de Bise
  - Lac de la Case
  - Lac de Darbon au sud de la dent d'Oche
  - Lac de Fontaine à Vacheresse
  - Lac du Jotty aux La Baume
  - Lac des Mines d'Or à Samoëns
  - Lac de Montriond à Montriond
  - Lac de la Mouille à Châtel
  - Lac de Neuteu à Novel
  - Lac de Pététoz au-dessus de La Chèvrerie
  - Lac des Plagnes à Abondance
  - Lac du Plan du Rocher aux Gets
  - Lac de Roy à Praz de Lys - Sommand
  - Lac de Tavaneuse à Abondance
  - Lac de Vallon à Bellevaux
  - Lac de Vonnes à Châtel
- Lacs du massif du Giffre :
  - Lac de l'Airon aux Carroz
  - Lac d'Anterne
  - Lac des Chambres
  - Lac de Flaine à Flaine
  - Lac de Gers à Samoëns
  - Lacs des Laouchets
  - Lac de Vernant aux Carroz
  - Lac Vert de Passy
  - Lac de la Vogealle à Sixt-Fer-à-Cheval
- Lacs du massif du Mont-Blanc :
  - Lac Bleu
  - Lac de Charamillon au nord du glacier du Tour
  - Lacs Jovet aux Contamines-Monjoie
- Lac de la vallée de Chamonix :
  - Lac à l'Anglais
  - Lac de Champraz
  - Lacs de la Cavettaz dénommés « lacs de Passy »
  - Lac des Gaillands
  - Lac des Praz
- Lacs de la vallée du Giffre :
  - Lac d'Anthon à Mieussy
  - Lac de Gers à Samoëns
  - Lac du Bois aux Dames à Samoëns
  - Lac du Fer à Cheval à Sixt-Fer-à-Cheval
  - Lac de Flérier à Taninges
  - Lac Bleu à Morillon
  - Lac de Pressy à Taninges
- Lac des Dronières à Cruseilles
- Lac de Génissiat à Franclens (74) et Génissiat (01) (barrage)
- Lac des Gorges-du-Fier à Lovagny
- Lac de Machilly à Machilly
- Lac du Môle à Ville-en-Sallaz
- Marais de la Braille entre Saint-Félix et Bloye

## Bourgogne-Franche-Comté

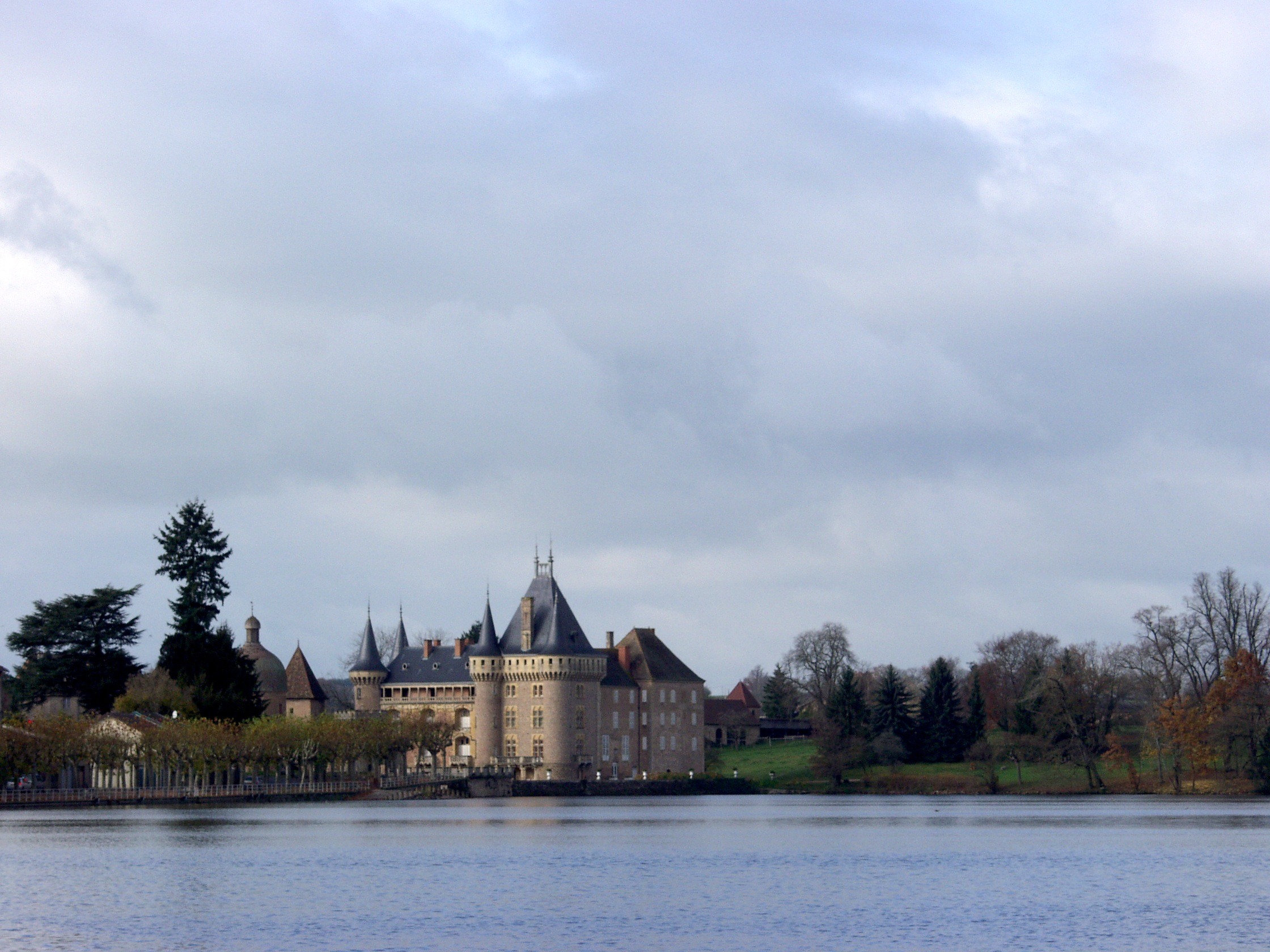
L'étang de La Clayette.

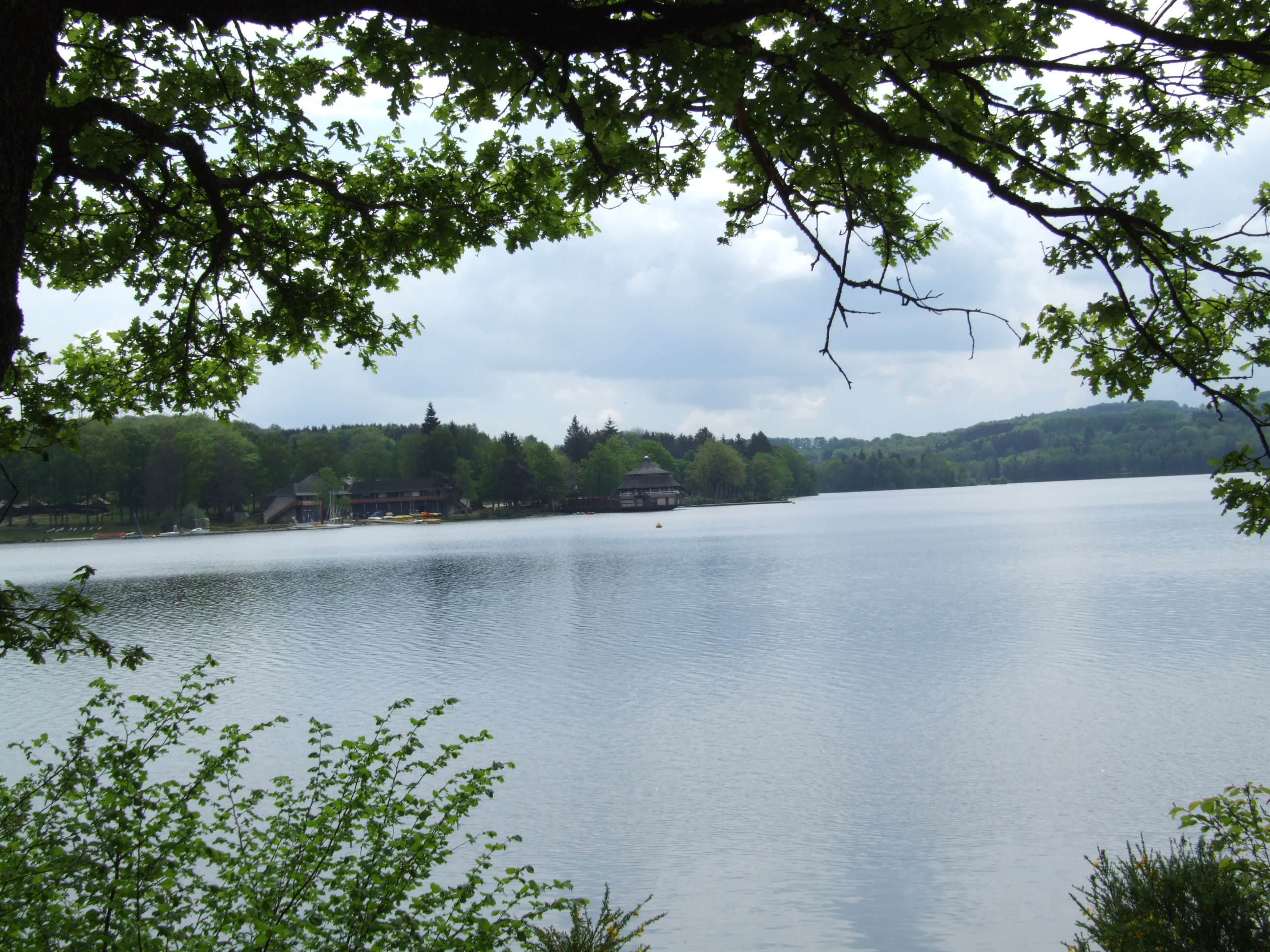
Le lac des Settons.

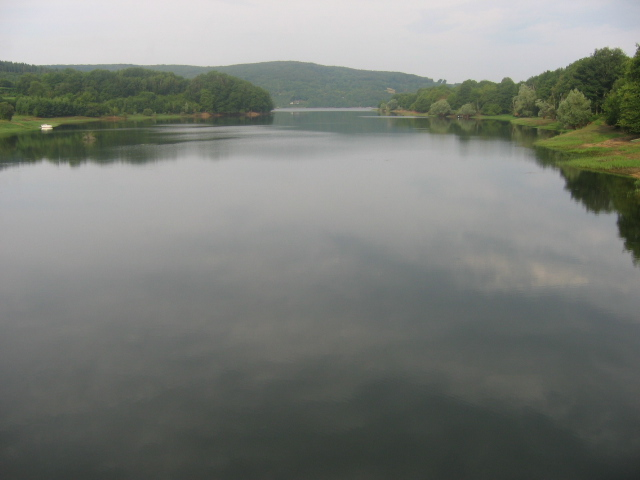
Le lac de Pannecière.

### Côte-d'Or
- Lac Kir
- Lac de Magny-sur-Tille
- Étang de Marcenay
- Lac de la plaine des Tilles
- Lac de Chamboux
- Lac de Panthier (PR)
- Lac de Pont (PR)
- Réservoir de Cercey (PR)
- Réservoir de Chazilly (PR)
- Réservoir de Grosbois (PR)

### Nièvre
- Lac de Pannecière (MH) (MD)
- Lac des Settons (MD)
- Lac du Crescent
- Lac de Chaumeçon
- Lac de Saint-Agnan
- Étangs de Vaux et de Baye

### Saône-et-Loire
- Lac de Torcy
- Lac d'Autun
- Étang de Montaubry (PR)
- Lac de Crêches-sur-Saône
- Lac du Rousset
- Étang de La Clayette
- Lacs de Laives

### Yonne
- Lac du Bourdon (PB) de 220 ha

### Doubs
- Lac de Saint-Point
- Lac des Mortes

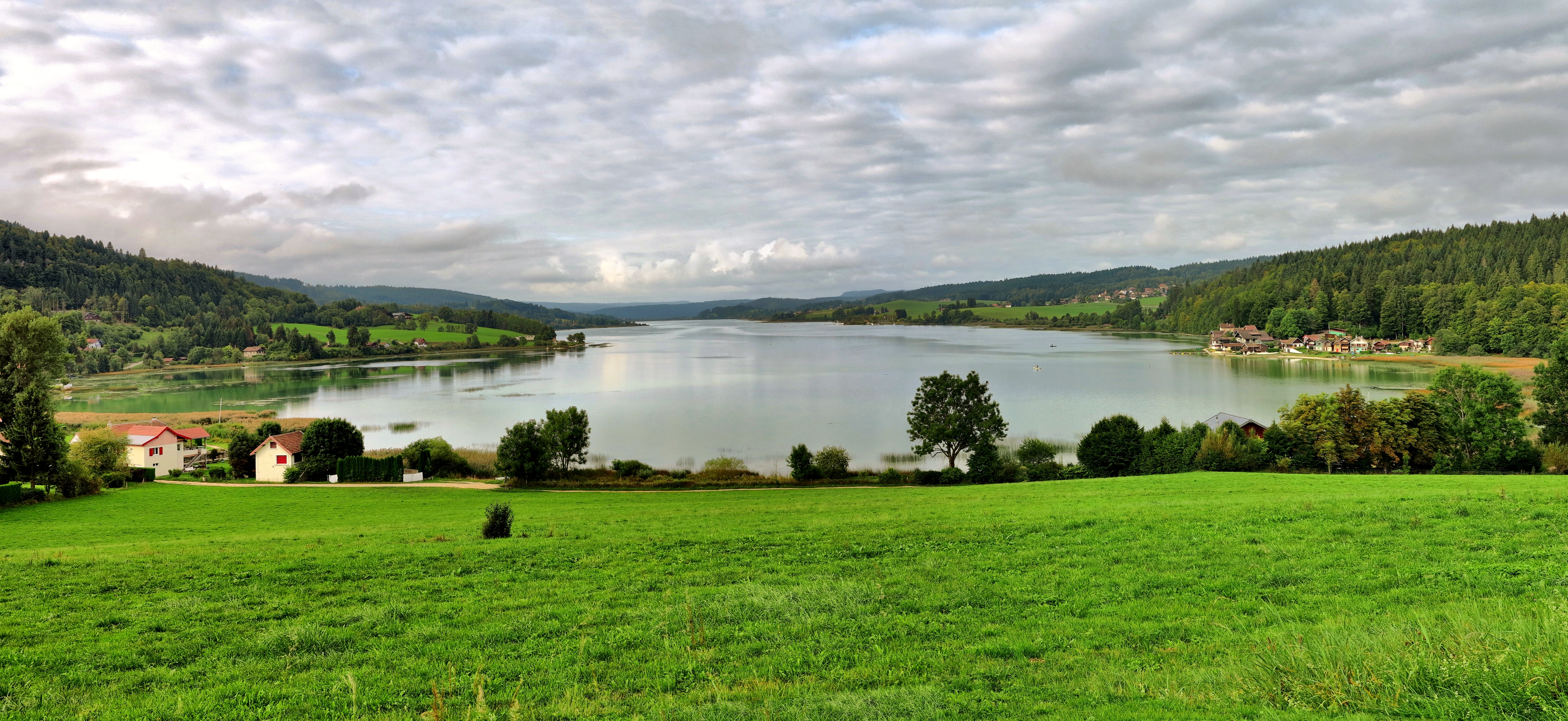
Le lac de Saint-Point.

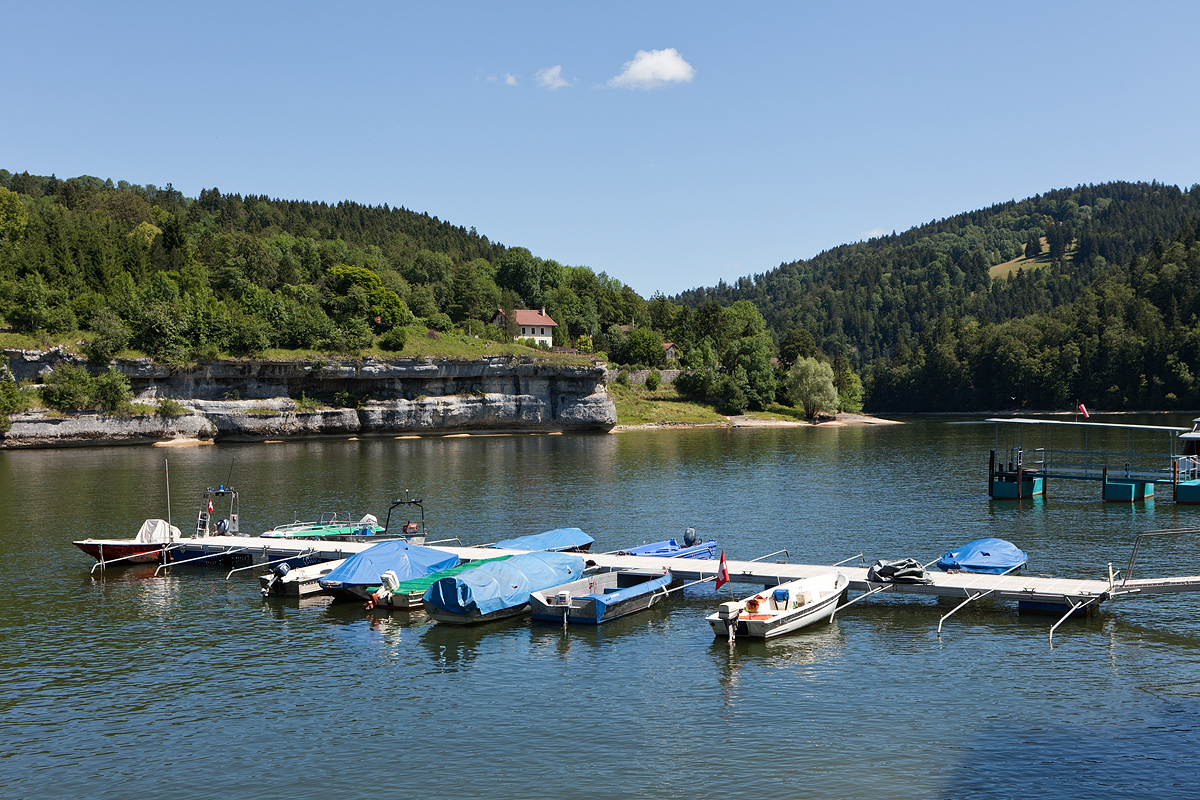
Le lac de Chaillexon.

- Lac de l'Entonnoir et étang Berthelot
- Lac de Bonnal
- Lac de Remoray
- Lac de Chaillexon
- Lac de Moron (France-Suisse)
- Lac de Biaufond (France-Suisse)
- Lac de Malpas[1]
- Lac du Trouillot
- Étangs de Frasne, Lucien et du Moulin[2]
- Étang des Belles Seignes
- Etang du Pâquis
- Plan d'eau d'Osselle

### Haute-Saône
- Lac de Vesoul-Vaivre
- Bassin de Champagney
- Lac de Bonnal

### Jura
- article détaillé : Région des lacs du Jura français

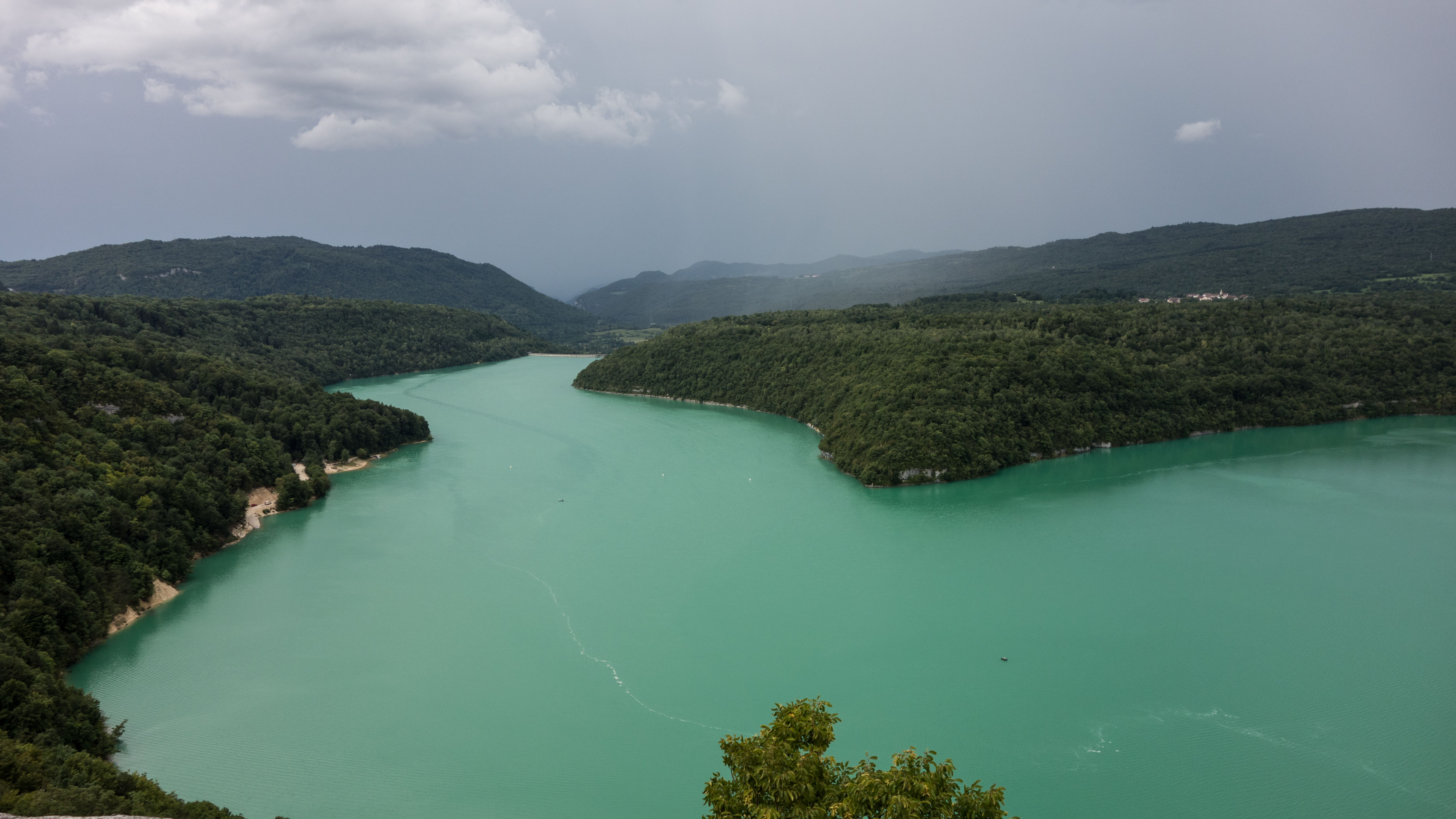
Le lac de Vouglans.

- Lac de l'Abbaye
- Lac d'Antre
- Lac de Bellefontaine
- Lac de Bonlieu
- Lac de Chalain
- Lac de Chambly
- Lac de Chanon
- Lacs de Clairvaux
- Lac de Coiselet
- Lac de Conflans
- Lacs d'Étival
- Lac du Fioget
- Lac d'Ilay
- Lac de Lamoura
- Lacs de Maclu
- Lac de Narlay
- Lac d'Onoz
- Lac des Rousses
- Lac du Val
- Lac du Vernois
- Lac de Viremont
- Lac de Vouglans
- Lac des Rouges Truites

### Territoire de Belfort
- Lac de Malsaucy

## Bretagne

### Côtes-d'Armor
- Étang des Sources à Maël-Carhaix
- Réservoir du Gouët à La Méaugon
- Lac de Guerlédan
- Étang de la Grande Isle
- Étang de Kerné Uhel

### Finistère
- Lac de Drennec (PB)
- Réservoir de Saint-Michel (PR)

### Ille-et-Vilaine
- Étang de Carcraon
- Étang de la Valière
- Étang de la Cantache
- Étang de Haute-Vilaine
- Étang de Careil
- Étang de Châtillon-en-Vendelais
- Étang de Marcillé-Robert
- Étang du Boulet (Feins)
- Lac de Bain-de-Bretagne

### Morbihan
- Étang au Duc (Ploërmel)
- Étang au Duc (Vannes)
- Lac de Guerlédan
- Étang de Pen Mur
- Étang du Bois d'amour
- Étang du Valvert
- Étang de Célac
- Étang du Moulin neuf (Malansac)
- Étang du Ter (Ploemeur)
- Étang de Noyalo
- Étang du Grand Gournava

## Centre-Val de Loire

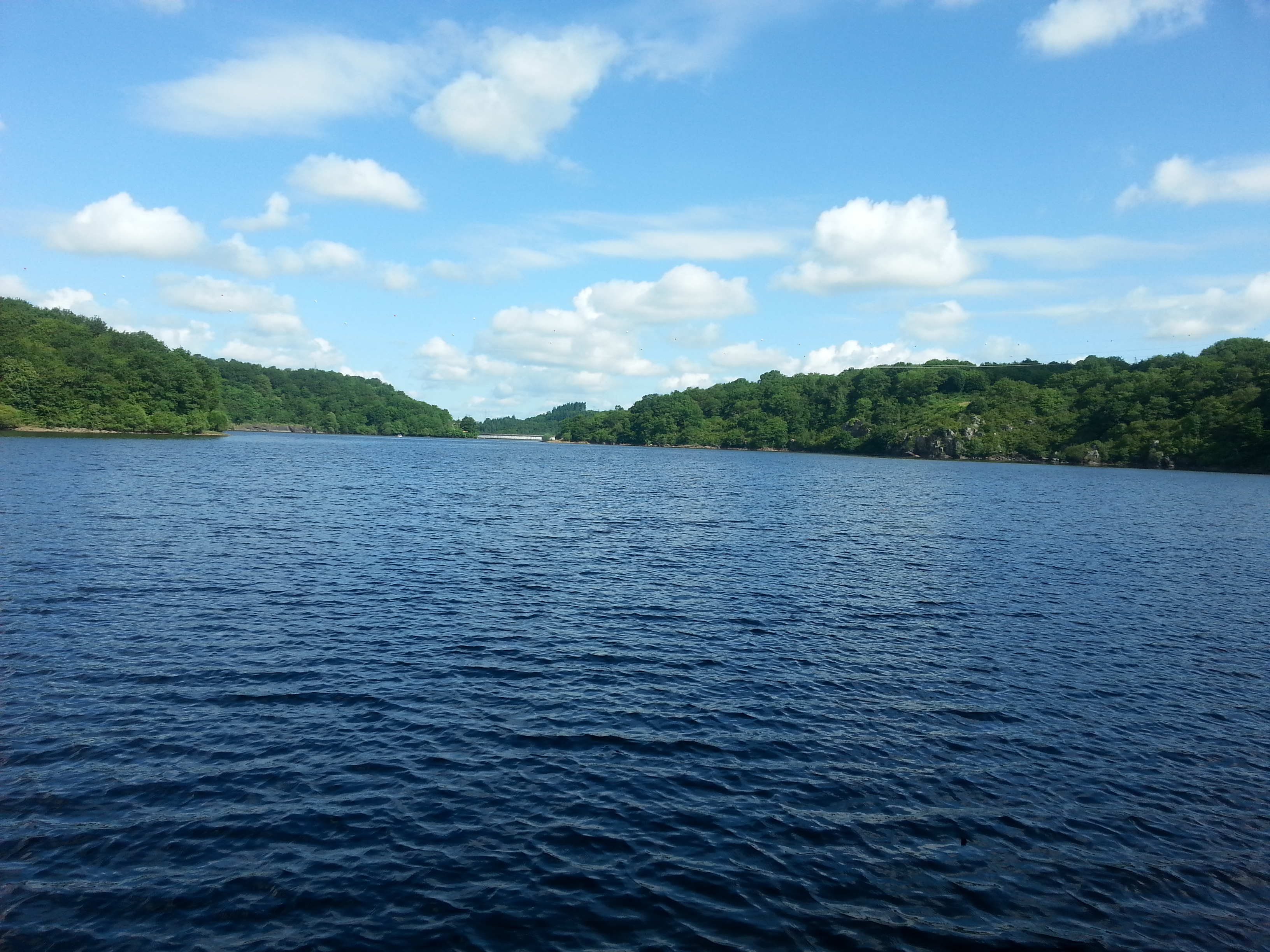
Le lac de Chambon, en 2016.

### Cher
- Étang du Perrault

### Indre
- Lac de Chambon
- Marais de Brenne

### Indre-et-Loire
- Étang de Rué
- Étang du Louroux
- Lac de Rillé (PB)

### Loir-et-Cher
- Étangs de Sologne

## Grand-Est

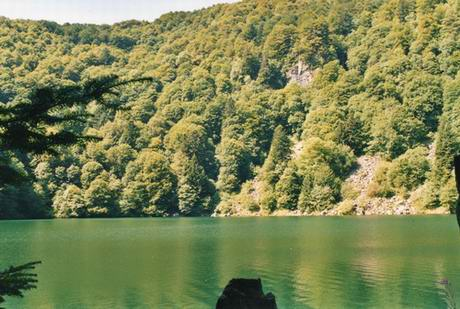
Le lac des Perches.

### Haut-Rhin
- Lac Blanc
- Lac du Fischboedle
- Lac Noir
- Lac des Truites ou lac du Forlet
- Lac Vert ou lac de Soultzeren
- Lac du Schiessrothried
- Lac d'Altenweiher
- Barrage de Kruth-Wildenstein
- Lac de la Lauch
- Barrage de Michelbach
- Lac du Ballon
- Lac des Perches ou Sternsee
- Grand et petit Neuweiher
- Lac d'Alfeld
- Lac de Sewen
- Lac du Lachtelweiher

### Bas-Rhin

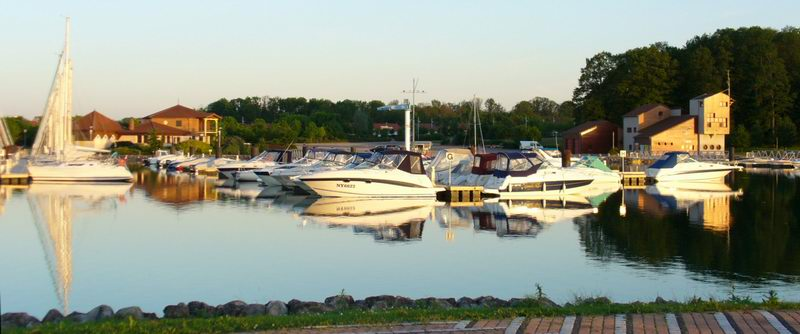
Port de plaisance du Lac du Der-Chantecoq.

- Lac du Baggersee

### Ardennes
- Bassin des Marquisades (PB)
- Lac de Bairon (PR)
- Lac des Vieilles Forges

### Aube

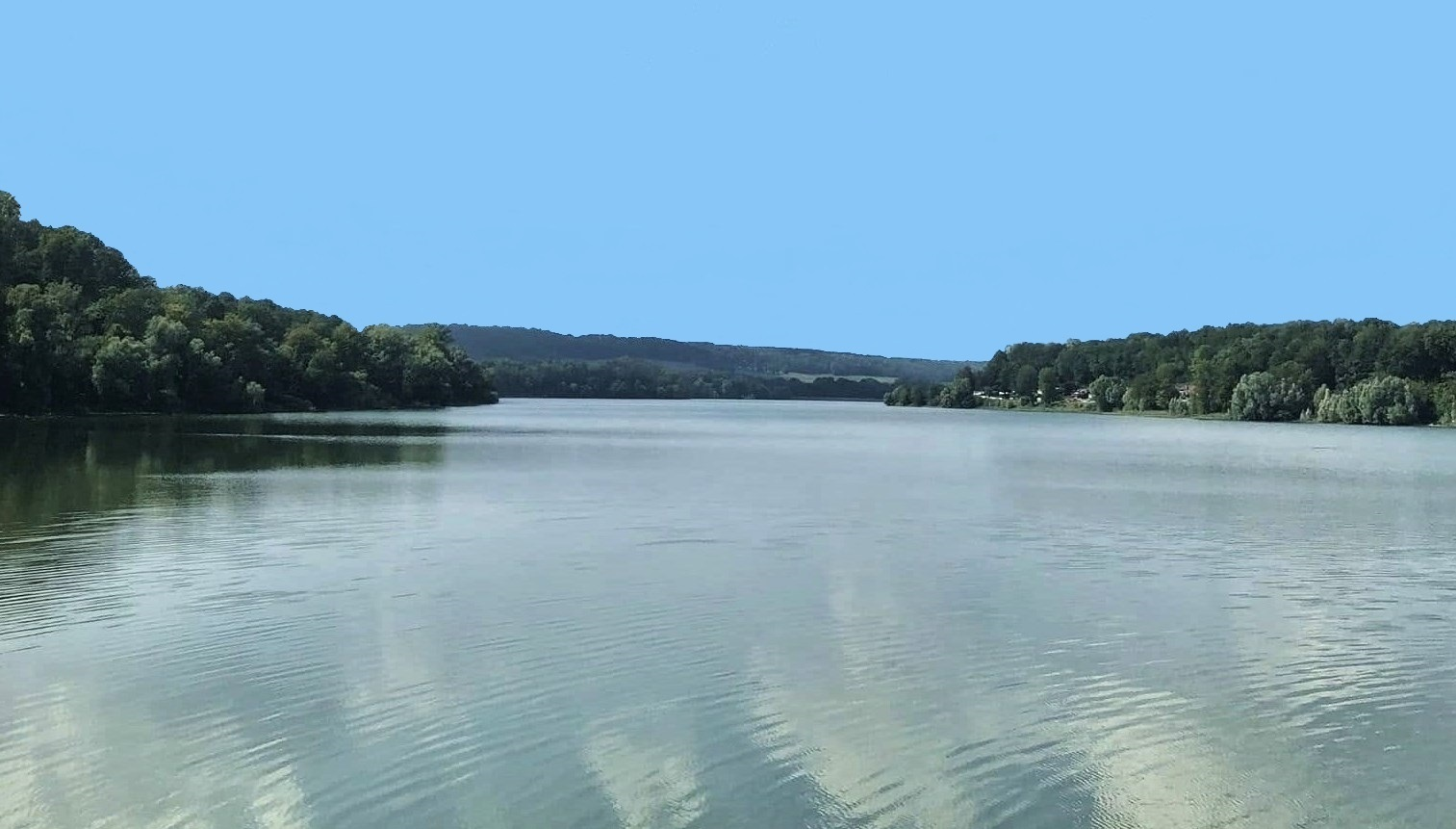
Le lac de Charmes

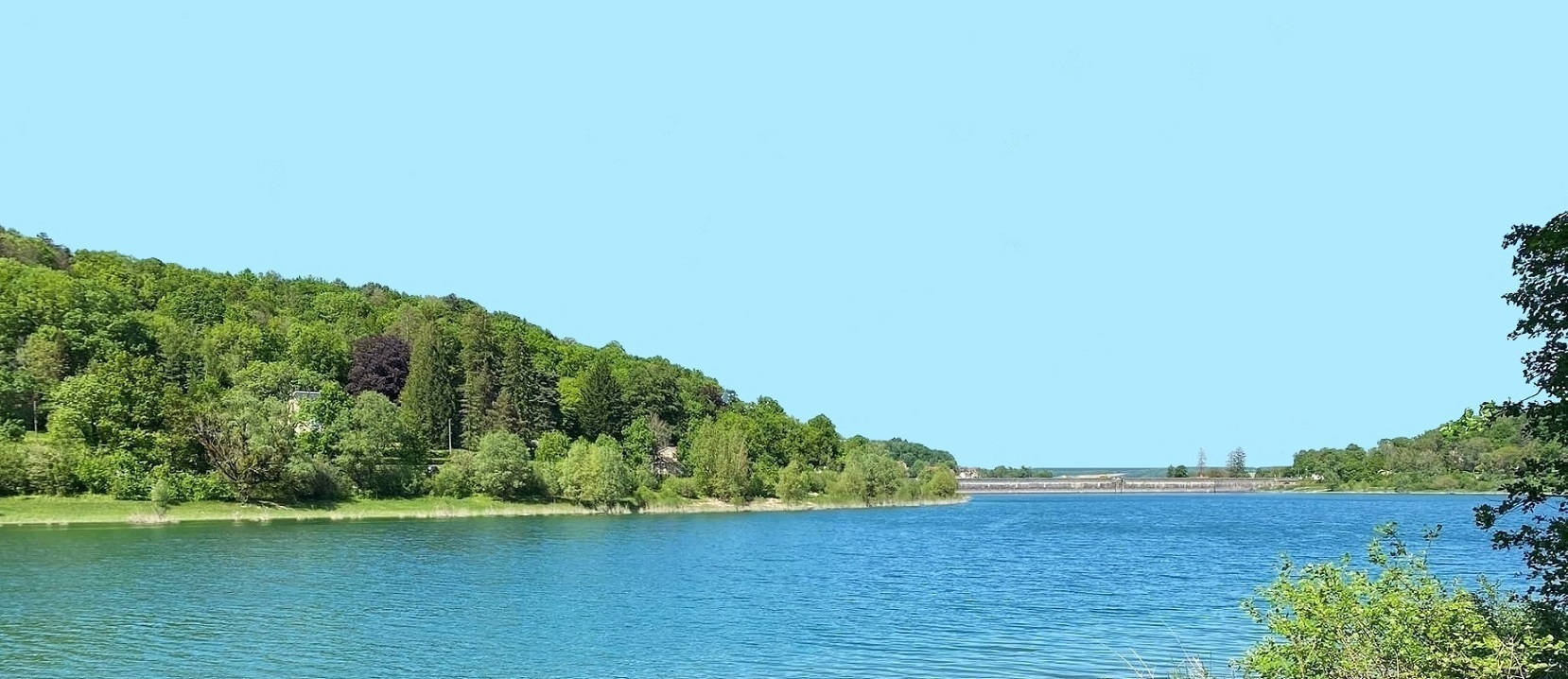
Le lac de la Mouche

- Lac d'Orient (PR)
- Lac du Temple (PR)
- Lac Amance (PR)
- Le lac de CharmesÉtang de la Horre (PN)

### Haute-Marne
- Lac de la Liez (PR) - 278 hectares
- Lac de la Vingeanne (PR) - 199 hectares
- Lac de Charmes (PR) - 197 hectares
- Lac de la Mouche (PR) - 96 hectares

### Marne

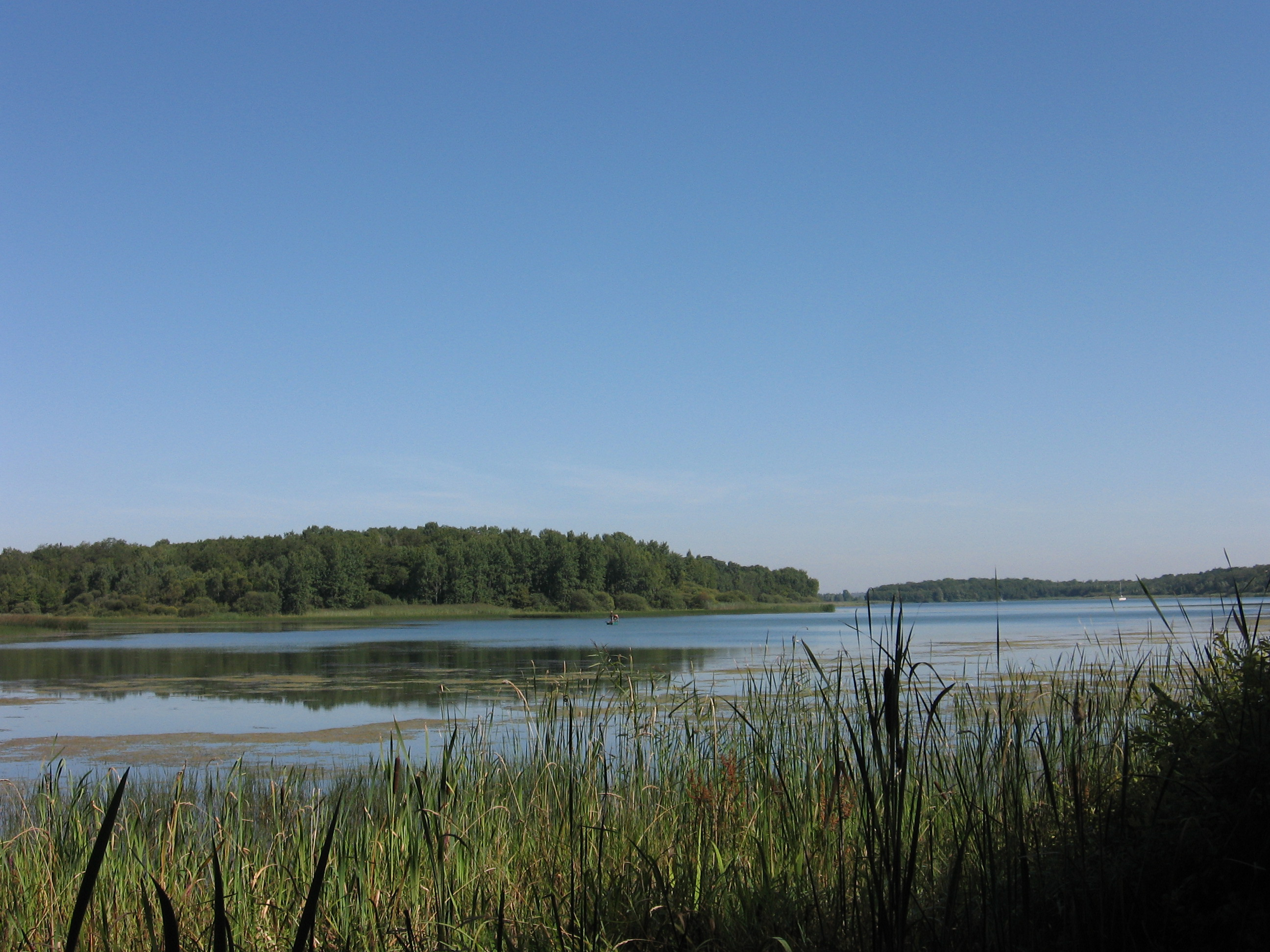
Le lac de Madine.

- Lac du Der-Chantecoq (PR)

### Meurthe-et-Moselle
- Lac de Madine (G) - 1 100 hectares
- Lac de Messein - 17 hectares
- Lac de Pierre-Percée (H) - 304 hectares
- Lac de la Plaine - 39 hectares
- Plan d'eau de la Sangsue (Briey) - 30 hectares

### Meuse
- Lac de Madine (G) - 1 100 hectares
- Plan d'eau de l'Othain à Marville

### Moselle
- Étang de Lindre (R) - 620 hectares
- Étang de Gondrexange - 698 hectares
- Étang de Mittersheim - 254 hectares
- Étang du Stock - 750 hectares
- Étang de la Mutche - 160 hectares
- Étang de Hirbach (commune de Holving) - 56 hectares
- Étang ou lac de Creutzwald - 12 hectares
- Étang du Escherbruch (commune de Ham-sous-Varsberg)[3]
- Étang de la Merbette (ou Mermette) (situé entre Longeville-lès-Saint-Avold et Saint-Avold, une des sources de la Rosselle
- Étangs de Stalingrad, établis sur le ruisseau du Friesengraben, proches de Haute-Vigneulles
- Étang du moulin de Porcelette, commune de Diesen
- Plan d'eau de la carrière Barrois, commune de Freyming-Merlebach
- Étang d'Haspelschiedt
- Étang de Hanau
- Étang de Baerenthal
- Étang Saint-Vit, Roth
- Étangs du Bruel, Neufgrange
- Étangs de Ratzenhausen, Puttelange-aux-Lacs
- Étang du Welschhof, Puttelange-aux-Lacs
- Étang de Tiergarten, Puttelange-aux-Lacs
- Étang de Hoste-Haut, Hoste
- Étang de Hoste-Bas, Hoste
- Étang de Vallerange
- Étang Rouge (Roter Weiher) de Munster
- Le Moorweiher, Insviller
- Le Muehlweiher, Insviller
- Étang du Moulin, Morhange
- Étang de Wuisse
- Étang de Bouligny, Many
- Étang de Frau Wiese, Many
- Étang de Pic Vic, Many
- Étang de Holacourt, Many
- Étang des Trois-Maisons, Macheren
- Étang d'Oeting
- Étang du Lixinger Bach, Lixing-lès-Rouhling

### Vosges
- Lac de Blanchemer (G) - 9 hectares
- Lac des Corbeaux - 10 hectares
- Lac de la Folie - 10 hectares
- Lac de Gérardmer (G) - 116 hectares
- Lac de la Lande – 10,5 hectares
- Lac de Lispach - 12,17 km2
- Lac de Longemer (G) - 76 hectares
- Lac de la Maix – 1,6 hectare
- Lac de la Moselotte - 9,6 hectares
- Lac de la Plaine - 39 hectares
- Plan d’eau de Remiremont - 5 hectares
- Lac de Retournemer (G) - 5,25 hectares
- Réservoir de Bouzey - 140 hectares

## Guadeloupe
- Lac Flammarion
- Lac de Gaschet

## Guyane

### Cayenne
- Carrière de Cabassou

### Remire-Montjoly
- Salines de Montjoly
- Lac de Rorota
- Lac Saccharin

### Matoury
- Lac Marrant

### Macouria
- Lac Maillard

### Régina
- Marais de Kaw

### Kourou
- Lac Bois Chaudat
- Lac Marie-Claire
- Lac Bois Diable

### Sinnamary
- Barrage de Petit-saut

### Saint-Laurent-du-Maroni
- Lac Bleu (Saint-Laurent-du-Maroni)

## Hauts-de-France

### Nord
- Lac du Val-Joly dans l'Avesnois, la Petite Suisse du Nord (180 ha)
- Lac du Héron à Villeneuve-d'Ascq (22 ha)
- Étang du Vignoble à Valenciennes (50 ha)
- Lac du Puythouck près de Dunkerque (30 ha)
- Lac de Chabaud Latour près de Valenciennes (60 ha)
- Plan d'eau d'Armentières (45 ha)
- Étang d'Aubigny entre Douai et Cambrai (70 ha)

### Pas-de-Calais
- Lac des miroirs à Condette
- Lac d'Ardres, près de Calais (45 ha)

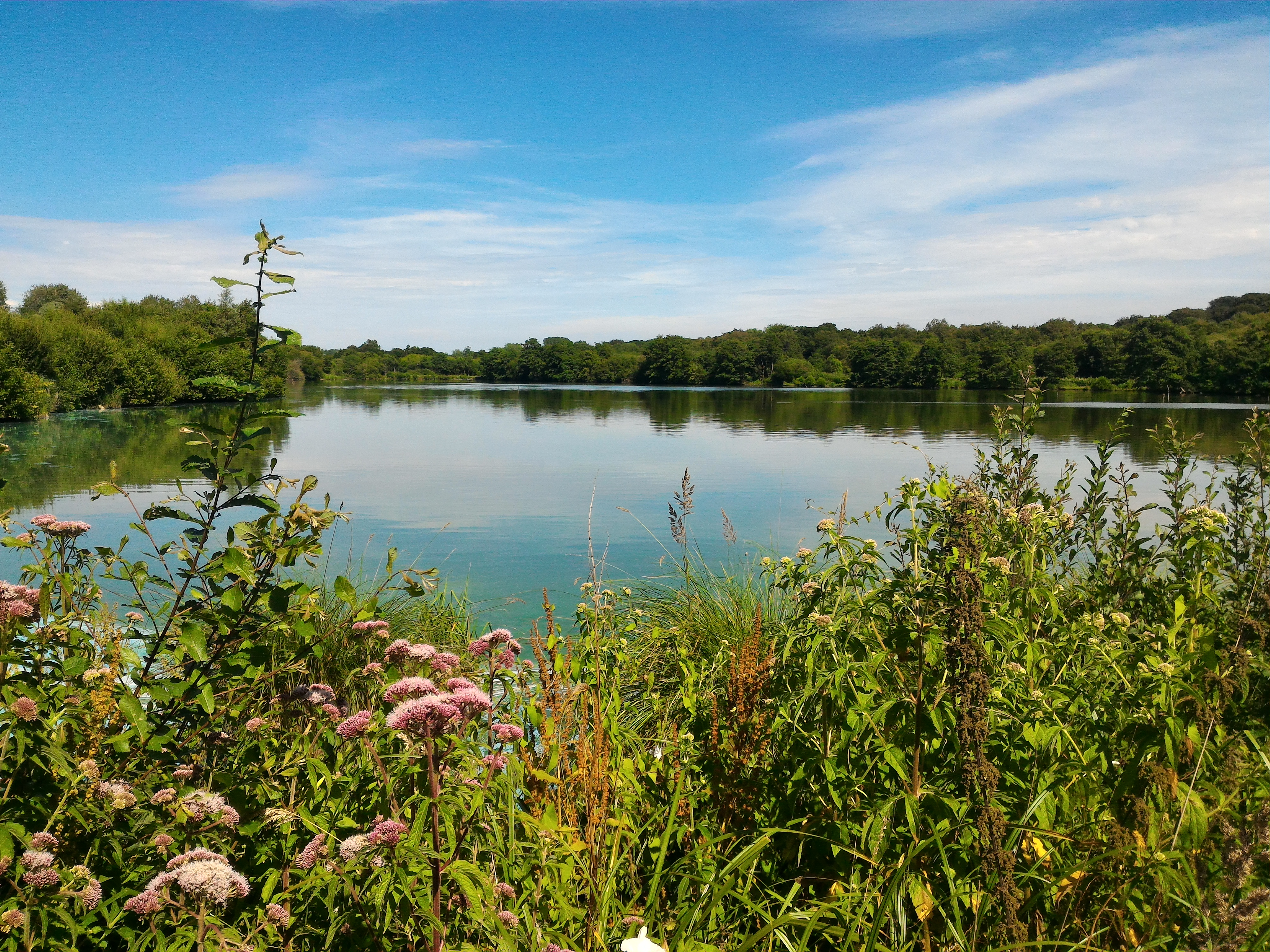
Le lac des Miroirs.

- Lac bleu à Rœux et Plouvain (15 ha)

### Aisne
- Lac d'Ailette, 140 hectares
- Lac de Chamouille, 160 hectares
- Lac de Monampteuil, 40 hectares
- Lac de Tergnier, 50 hectares

#### Oise
- Plan d'eau du Canada, 36 hectares
- Plan d'eau de Pimprez, 20 hectares
- Étangs de Commelles, 30 hectares

### Somme
- Étang Sainte Marguerite, 55 hectares

## Île-de-France

### Essonne
- Étangs de Saclay
- Lac de Viry-Châtillon
- Lac de Vert-le-Petit
- Étang de la Veyssière
- Fosse Montalbot
- Étang de Trévoix
- Lac de Saulx-les-Chartreux
- Lac de Vigneux-sur-Seine
- Lac de Tigery

### Hauts-de-Seine
- Étang Colbert
- Étang de Saint-Cucufa
- Lac des Chanteraines

### Paris
- Étang de l'Abbaye
- Étang de Boulogne
- Étang de Longchamp
- Étang de Suresnes
- Étang des Tribunes
- Lac Daumesnil
- Lac de Gravelle
- Lac Inférieur
- Lac des Minimes
- Lac de Saint-Mandé
- Lac Supérieur
- Mare Saint-James

### Seine-et-Marne
- Lac de Torcy

### Seine-Saint-Denis
- Étang de Savigny

### Val-de-Marne
- Lac de Créteil
- Étang du parc interdépartemental des sports de Choisy-le-Roi

### Val-d'Oise
- Lac d'Enghien

### Yvelines
- Étangs de Hollande
- Étang de Saint-Quentin

## Normandie

### Calvados
- Lac de la Dathée

### Manche
- Lac de Vezins
- Lac de la Roche-qui-boit

### Orne
- Étang des Baussiots
- Étang du Belloy
- Étang du Grès
- Étang des Personnes
- Étang de Rumien
- Lac du pays Mêlois
- Lac de Rabodanges

### Eure
- Lac d'Acquigny
- Lac des Deux-Amants
- Lac du Mesnil

### Seine-Maritime
- Lac de Caniel

## Nouvelle-Aquitaine

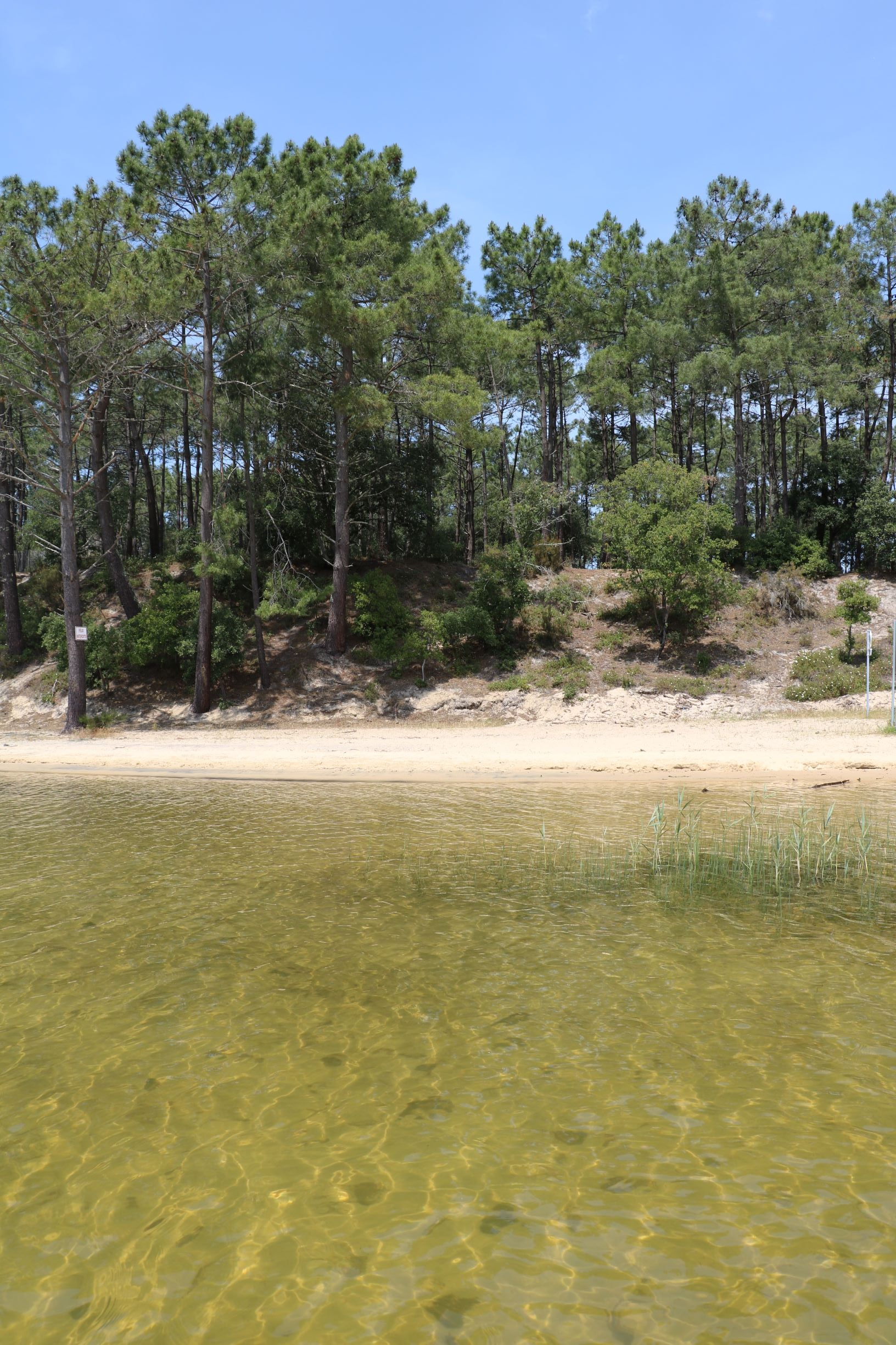
Le lac de Hourtin et de Carcans, à Piqueyrot.

### GirondeetLandes
- Lac de Hourtin et de Carcans
- Étang de Lacanau
- Étang de Cazaux et de Sanguinet
- Petit étang de Biscarrosse
- Étang de Biscarrosse et de Parentis
- Étang d'Aureilhan
- Étangs de la Malloueyre
- Étang de Bourg le Vieux
- Étang de Léon
- Étang de Soustons
- Étang de Hardy
- Étang Blanc
- Étang Noir
- Lac d'Hossegor
- Étang d'Yrieux

### Pyrénées-Atlantiques

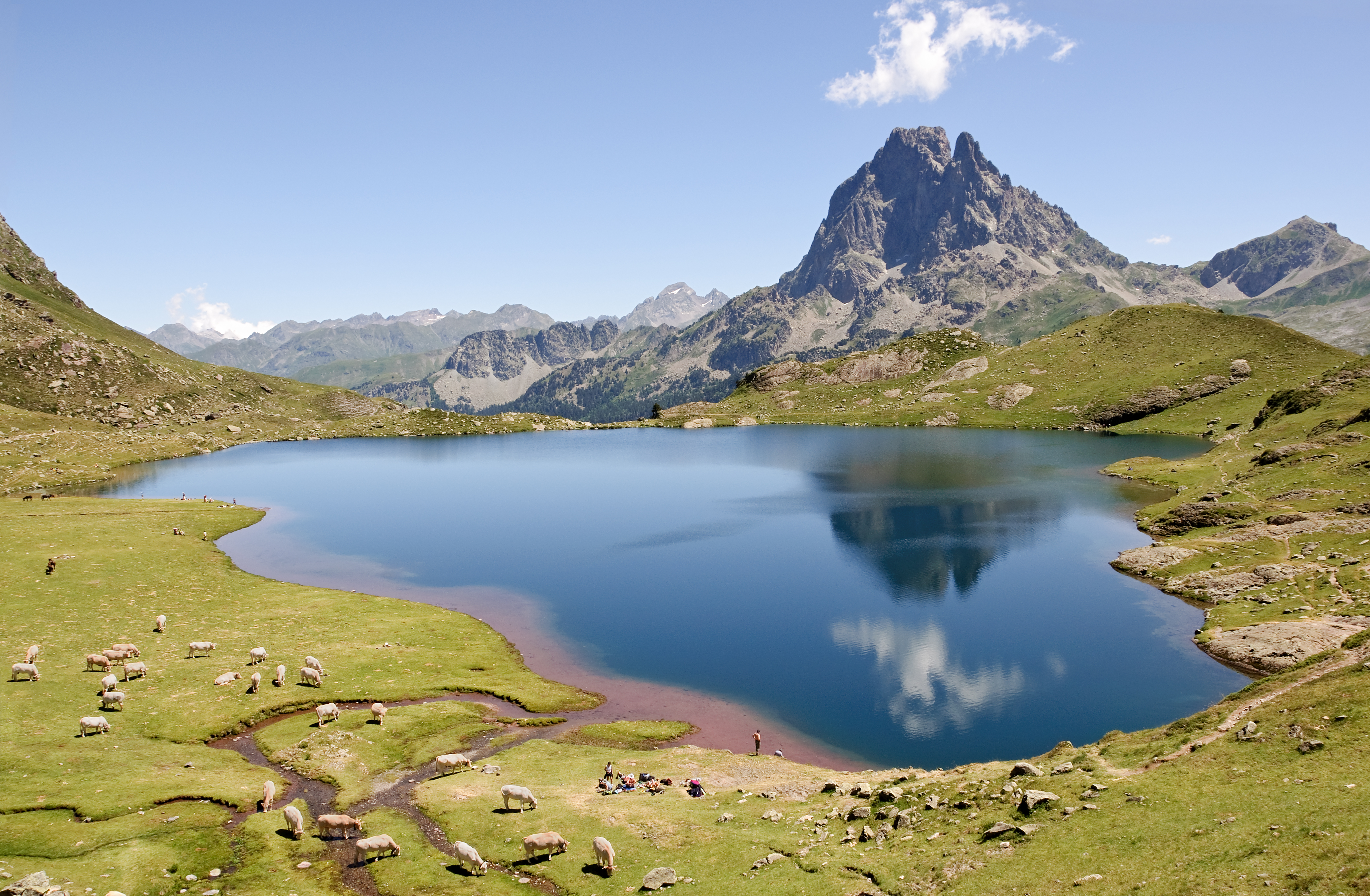
Un des lacs d'Ayous, le lac Gentau.

- Lac d'Anglas
- Lac d'Ansabère
- Lacs d'Arrémoulit
- Lac d'Arrious
- Lac d'Artouste
- Lacs de Batboucou
- Lacs de Carnau
- Barrage de Fabrèges
- Lac Gentau
- Lac du Lavedan
- Lac de Lhurs
- Lac de Saint-Pée-sur-Nivelle
- Lac de Palas
- Lac d'Uzious

### Lot-et-Garonne/Dordogne
- Lac de l'Escourroux (barrage)
- Lac de Casteljaloux

### Corrèze
- Étang Prévot
- Étang de Taysse
- Lac de Miel
- Lac de la Triouzoune
- Lac des Bariousses
- Barrage de Bort-les-Orgues (barrage)
- Lac du Causse (barrage)
- Lac de Feyt
- Barrage du Saillant
- Barrage du Chastang
- Barrage de l'Aigle
- Barrage de Hautefage
- Barrage de La Valette
- Barrage de Marèges

### Creuse
- Lac de Chambon
- Lac de Vassivière (barrage de Royère-de-Vassivière)
- Lac de Lavaud-Gelade
- Étang des Landes

### Haute-Vienne
- Lac de Vassivière (barrage)
- Lac de Saint-Pardoux
- Lac du Pont à l'Age (barrage)
- Lac de Châteauneuf-la-Forêt

### Charente
- Lac de Lavaud (barrage)
- Lac du Mas-Chaban (barrage)

Deux-Sèvres
- Marais poitevin desséché
- Marais poitevin mouillé

## Occitanie

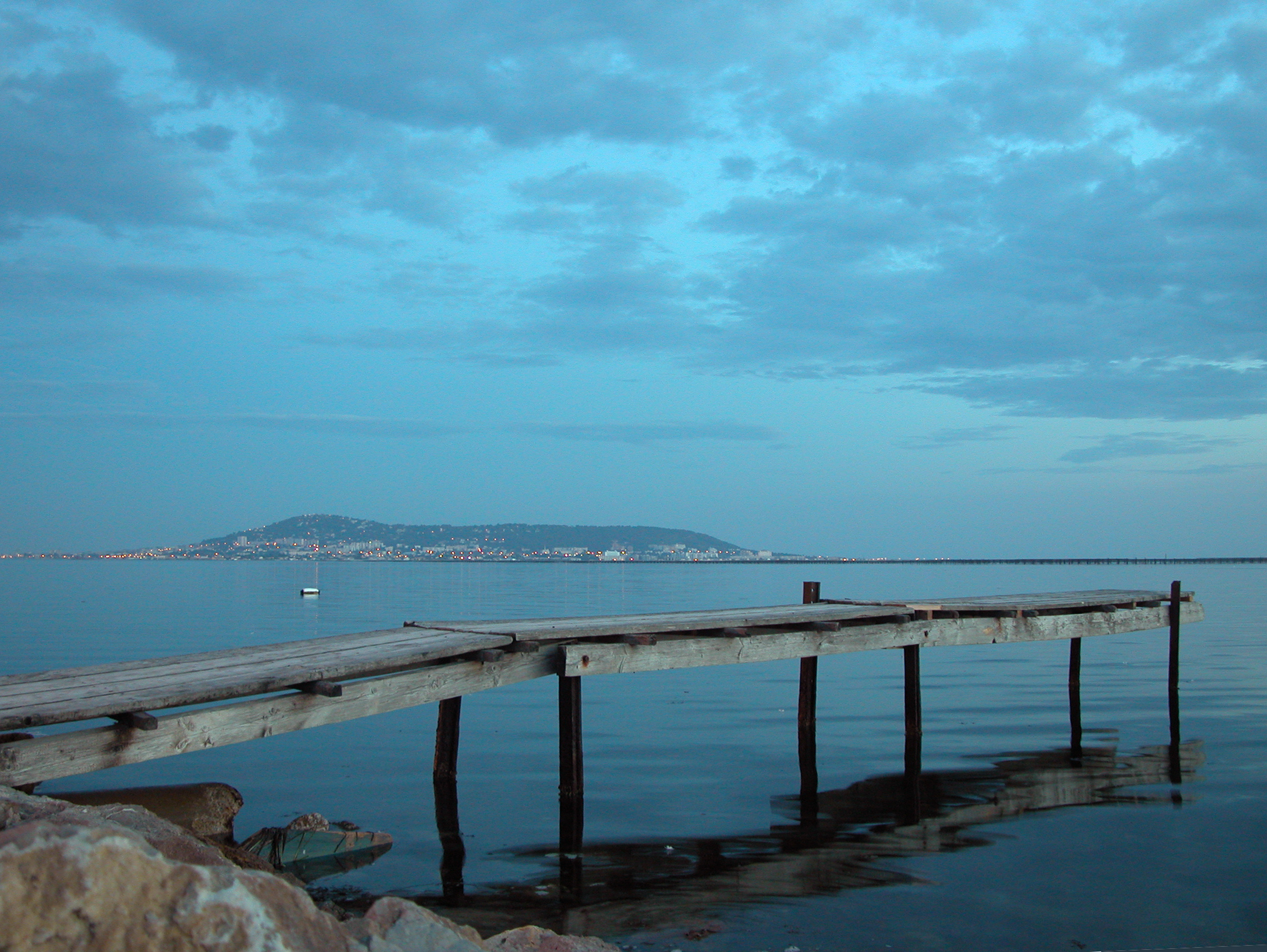
L'étang de Thau.

### Ariège
- Étang d'Araing, barrage et refuge gardé
- Étangs d'en Beys, refuge gardé
- Lac de Filleit, barrage et pêche, près du Mas d'Azil.
- Étang de Lers, également station de ski de fond.
- Étang de Laparan, barrage
- Lac de Montbel, zone de loisirs, grand lac de piémont entre Ariège et Aude
- Lac de Mondély, zone de loisirs
- Barrage de Noubals, parcours santé, dans le Donezan
- Étang de Soulcem, barrage

et de nombreux lacs et étangs en zone de montagne.

### Aude
- Étang de l'Ayrolle
- Étang de Bages et de Sigean
- Étang de Campignol
- Étang du Doul
- Lac de la Ganguise 500 ha
- Étang du Grazel
- Étang de Gruissan
- Étang de La Palme
- Étang de Leucate
- Étang de Mateille
- Étang de Pissevaches
- Salin de l'île Saint-Martin

### Aveyron
- Lac de Bage (barrage)
- Lac de la Barthe (barrage)
- Étang de la Brienne
- Lac de Cambeyrac (barrage)
- Lac de Couesque (barrage)
- Lac de Lenne
- Lac de Maury (ou lac de la Selves) (barrage)
- Lac de Pareloup (barrage)
- Lac de Pinet (barrage)
- Lac de Pont-de-Salars (barrage)
- Lac de Sarrans (barrage) (également dans le Cantal)
- Lac de Villefranche-de-Panat (barrage)

### Gard
- Étang du Charnier
- Étang de Codolet
- Étang de Lairan
- Étang de Scamandre
- Étang de La Capelle
- Lac des Pises

### Haute-Garonne
- Lac d'Espingo
- Lac de Flourens
- Lac du Laragou
- Lac d'Oô
- Lac du Portillon
- Lac Glacé d'Oô
- Lac de Saint-Ferréol
- Lac de la Gimone

### Gers
- Lac de la Gimone
- Lac de l'Astarac

### Hérault
- Les étangs:
- Étang de l'Or
- Étang de Thau
- Étangs palavasiens : Ingril, Vic, Pierre Blanche, Arnel, Prévost, Méjean ou Pérols et Grec
- Les lacs artificiels:
- Article détaillé: Lacs de l'Hérault
- Les lacs de retenue:
- Lac du Salagou (PB)

### Lot
- Lac de Montcuq
- Lac du Tolerme
- Lac Vert

### Lozère
- Lacs de l'Aubrac
  - Lac de Born
  - Étang de Bonnecombe
  - Lac de Saint-Andéol
  - Lac de Salhiens
  - Lac de Souverols
- Étang de Barrandon
- Lac de Charpal
- Lac de Ganivet
- Lac du Moulinet
- Lac de Naussac
- Lac de Villefort

### Hautes-Pyrénées

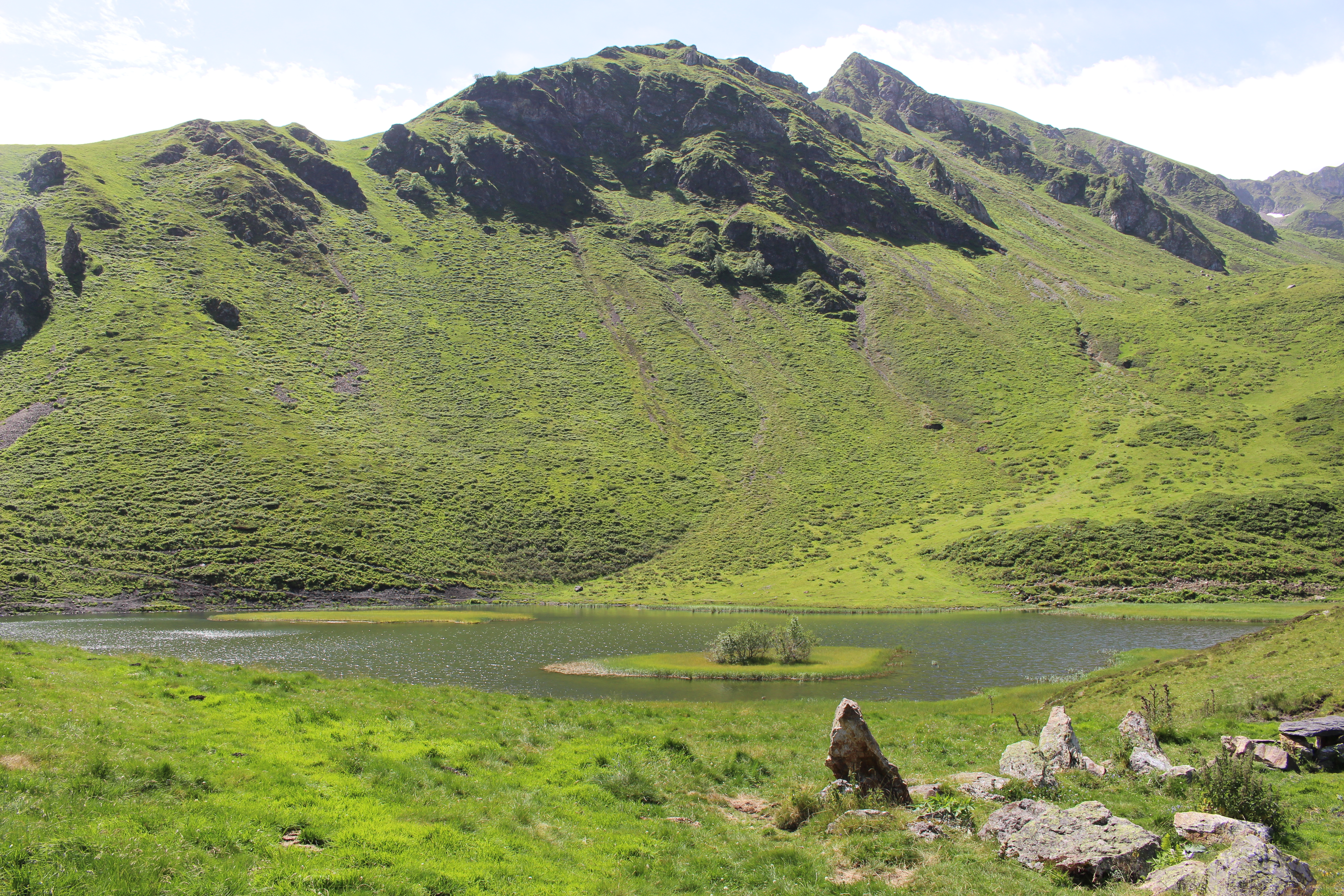
Le lac d'Aygue Rouye.

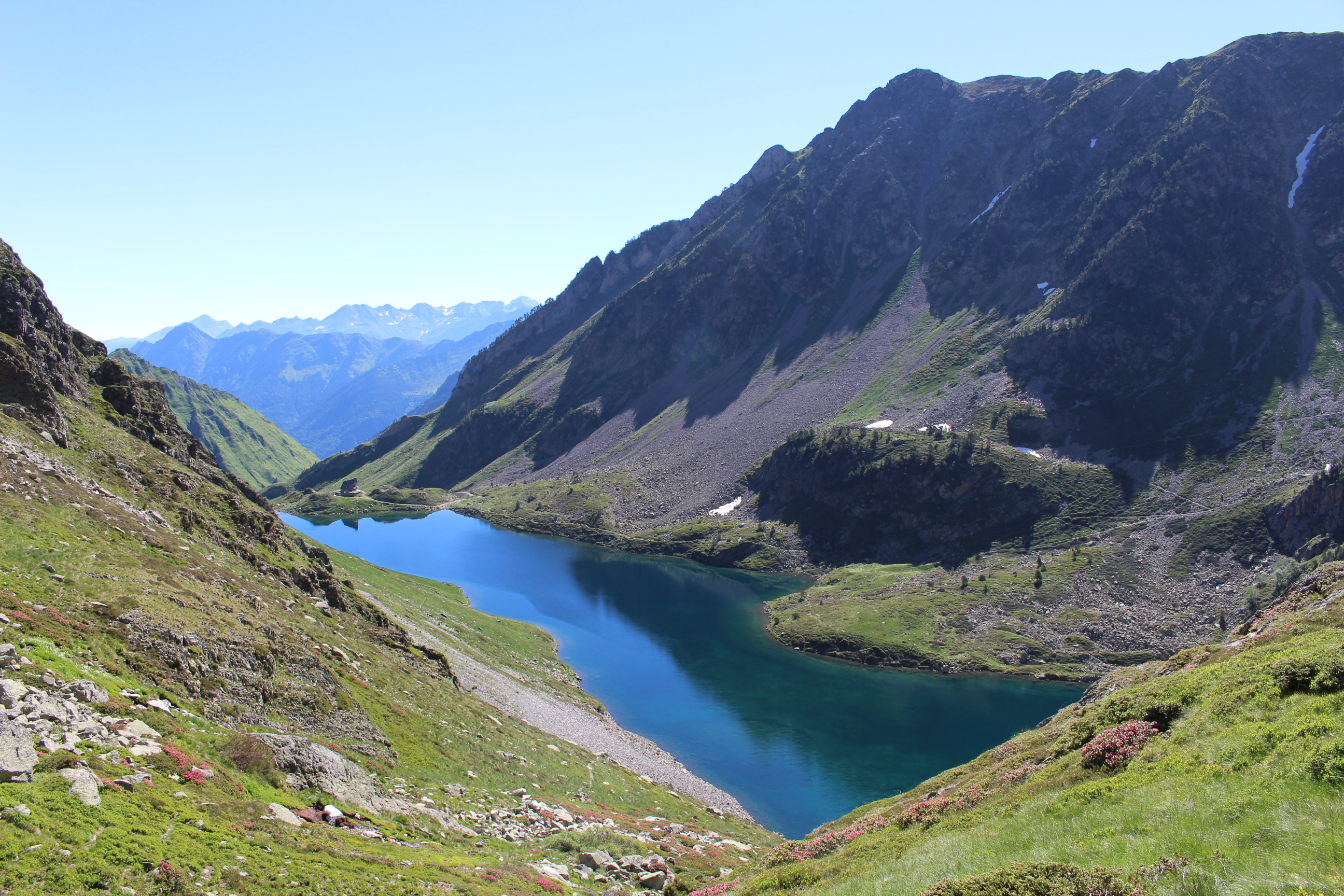
Le lac Bleu d'Ilhéou.

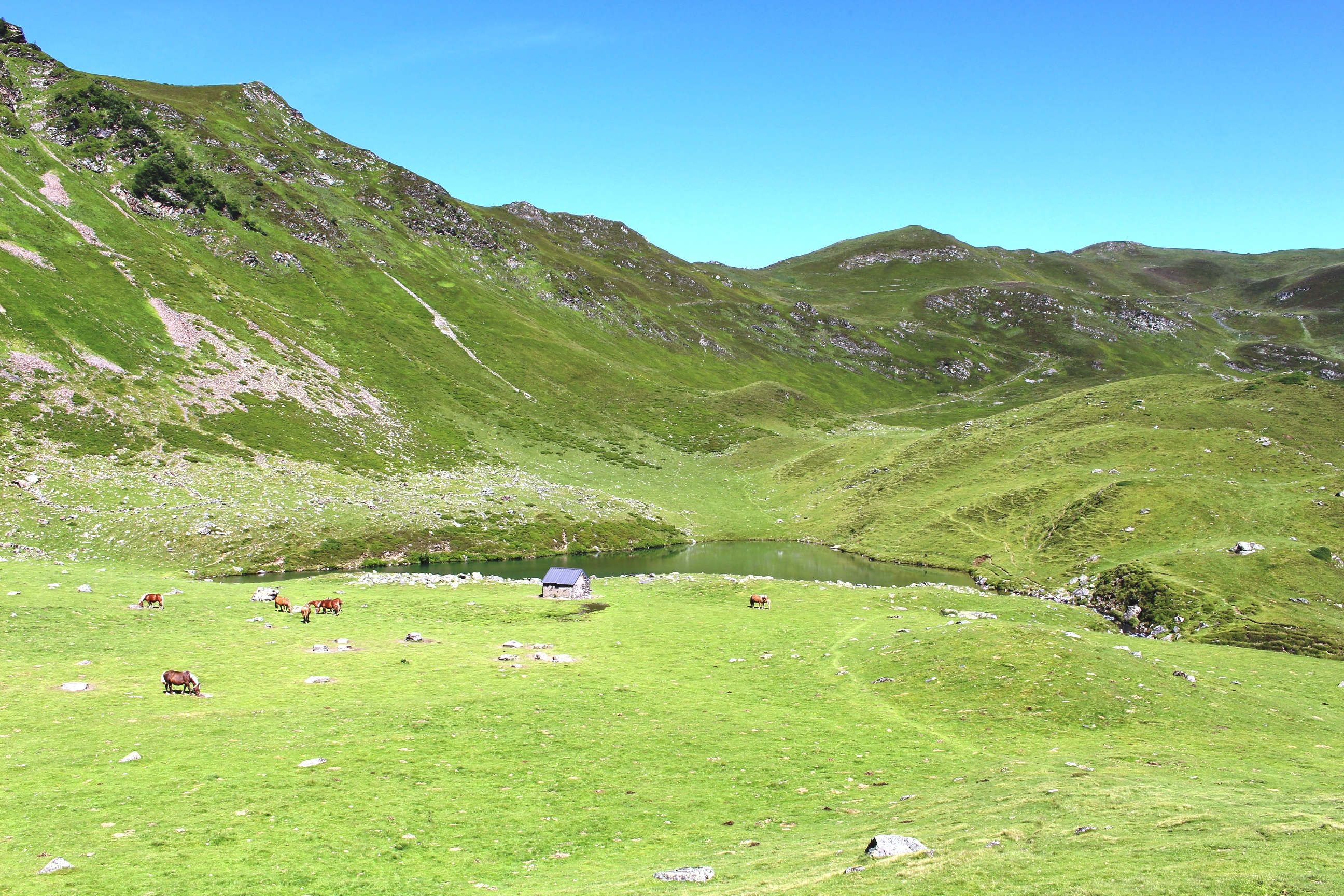
Le lac d'Ourrec.

- Lac d'Agalops
- Lac de L'Aile
- Lacs des Aires
- Lac d'Antarrouyes
- Lac d'Arou
- Lac Arrédoun
- Lac d'Aygue Rouye
- Lac d'Arratille
- Lac d'Aubert
- Lac d'Aumar
- Lac de la Badète
- Lac du Barbat
- Lac de Barroude
- Lac de Bassias
- Lac de Bastan ou de Port-Bielh
- Lac de Batbielh
- Lac de Batcrabère inférieur
- Lac de Caderolles
- Lac de Caillauas
- Lacs de Cambalès
- Lac du Campana
- Lac de Cap-de-long (barrage)
- Lac de Castelnau-Magnoac
- Lac de Catchet
- Lac de Cestrède
- Lac du Chabarrou
- Lac de Clarabide
- Lac du col d'Arratille
- Lac du Col de Culaus
- Lac Couy
- Lac de Dera Yunco
- Lac dets Coubous (barrage)
- Lac d'Embarrat inférieur
- Lac d'Embarrat supérieur
- Lac Estagnol
- Lac d'Estaing
- Lac Estelat inférieur
- Lacs d'Estibe Aute
- Lac d'Estom
- Lacs d'Estom Soubiran
- Lacs de la Fache
- Lac de Gaube
- Lac de Génos-Loudenvielle
- Lac de la Glère
- Lac des Gloriettes (barrage)
- Lac de Gourguet
- Lac de Gréziolles
- Lac des Gentianes
- Lac Glacé
- Lacs de Houns de Hèche
- Lac des Huats
- Lac Bleu d'Ilhéou
- Lac Noir d'Ilhéou
- Lac de Labas
- Lac de Langle
- Lac de Liantran
- Lac de Lourdes
- Lac Bleu de Maniportet
- Lac de Mauléon-Barousse
- Lac Meillon
- Lac Méya
- Lacs de Micoulaou
- Lac de Migouélou (barrage)
- Lac de Montarrouye
- Lac de Mounicot
- Lac Nère (Estaing)
- Lac Nère (Marcadau)
- Lacs d'Opale
- Lac d'Orédon
- Lac de l'Oule
- Lac de Plaa de Prat
- Lac de Pouey Laün
- Lac du Pourtet (Marcadau)
- Laquet de la Pourtère
- Lac de Puydarrieux
- Lacs de Rémoulis
- Lac de Suyen
- Lac du Tech

### Pyrénées-Orientales
- Lac des Bouillouses
- Lac de Villeneuve de la Raho
- Lac de Vinça (barrage)
- Étang de Canet-Saint-Nazaire
- Lac de Caramany (barrage)
- Étang de Lanoux
- Lac de Matemale

Pour une liste complète, voir la liste des lacs des Pyrénées.

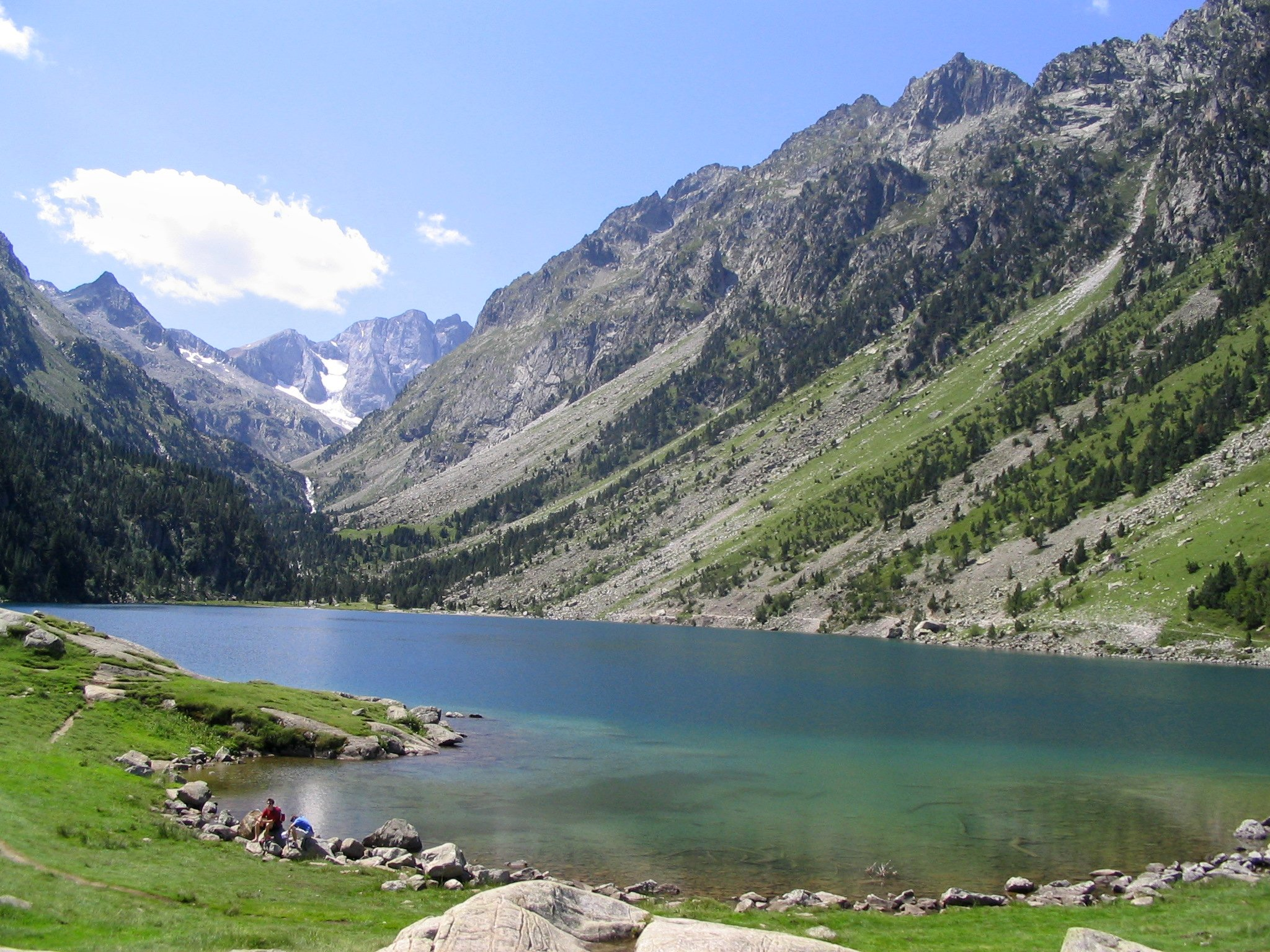
Le lac de Gaube.

### Tarn
- Lac du Merle
- Lac de La Prade
- Lac des Saints-Peyres (barrage)
- Lac des Montagnès
- Lac de la Bancalié
- Lac de Razisse

### Tarn-et-Garonne
- Lac du Gouyré
- Lac de Monclar-de-Quercy
- Lac du Tordre
- Lac de Monestié
- Lac de Balat David
- Lac de Beaumont-de-Lomagne

## Pays de la Loire

### Loire-Atlantique
- Lac de Grand-Lieu (PN)
- Marais de Brière (PN)
- Plaine de Mazerolles
- Plaine de la Poupinière
- Grand Réservoir de Vioreau
- Lac de Murin
- Étang Aumée
- Étang de Beaulieu
- Étang de Beaumont
- Étang du Bois Joalland
- Étang du Cabinet
- Étang du Cardinal
- Étang des Gâtineaux
- Étang de Gruellau
- Étang de Keroland
- Étang de la Poitevinière (ceb)
- Étang du Pont de Fer
- Étang du Pordor
- Étang de la Provostière
- Étang de la Renouilière
- Étang du Rodoir
- Étang de Sainte-Barbe
- Étang des Troches
- Étang du Val Saint-Martin
- Étang de Vioreau
- Bassins de Guindreff

### Maine-et-Loire
- Lac de Maine (Angers) (CF)
- Lac de Ribou (Cholet)
- Lac du Verdon (Cholet)
- Étang de Daumeray (Daumeray)
- Étang de la Thévinière (Gesté)
- Étang de Saint-Blaise (Noyant-la-Gravoyère)
- Étang de Malague (Chaumont-d'Anjou)
- Étang de Saint-Aubin (Pouancé)
- Étang de Tressé (Pouancé)
- Étang des Noues (Cholet)
- Étang Ruiné (La Séguinière)
- Étang Saint-Nicolas (Angers) (CF)

### Mayenne
- Étang du Gué de Selle
- Étang de la Fenderie
- Étang de la Rincerie
- Étang Neuf
- Étang de la Grande Métairie

### Vendée
- Lac d'Apremont
- Lac du Jaunay
- Marais de Challans
- Marais de Machecoul
- Marais de Monts
- Marais d'Olonne

## Provence-Alpes-Côte d'Azur

### Vaucluse
- Lac Saint-Chamand à Avignon
- Lac de la Cristole à Avignon
- Lac du Pontet au Pontet
- Lac de Beaulieu à Monteux
- Lac du Paty à Caromb

### Bouches-du-Rhône
- Étang de Berre
- Étang de Anissa
- Étang de Vaccarès
- Barrage de Bimont

### Hautes-Alpes
- Massif des Cerces
  - Grand Lac
  - Grand lac de l'Oule
  - Lac des Béraudes
  - Lac de Cristol
  - Lac Gimont

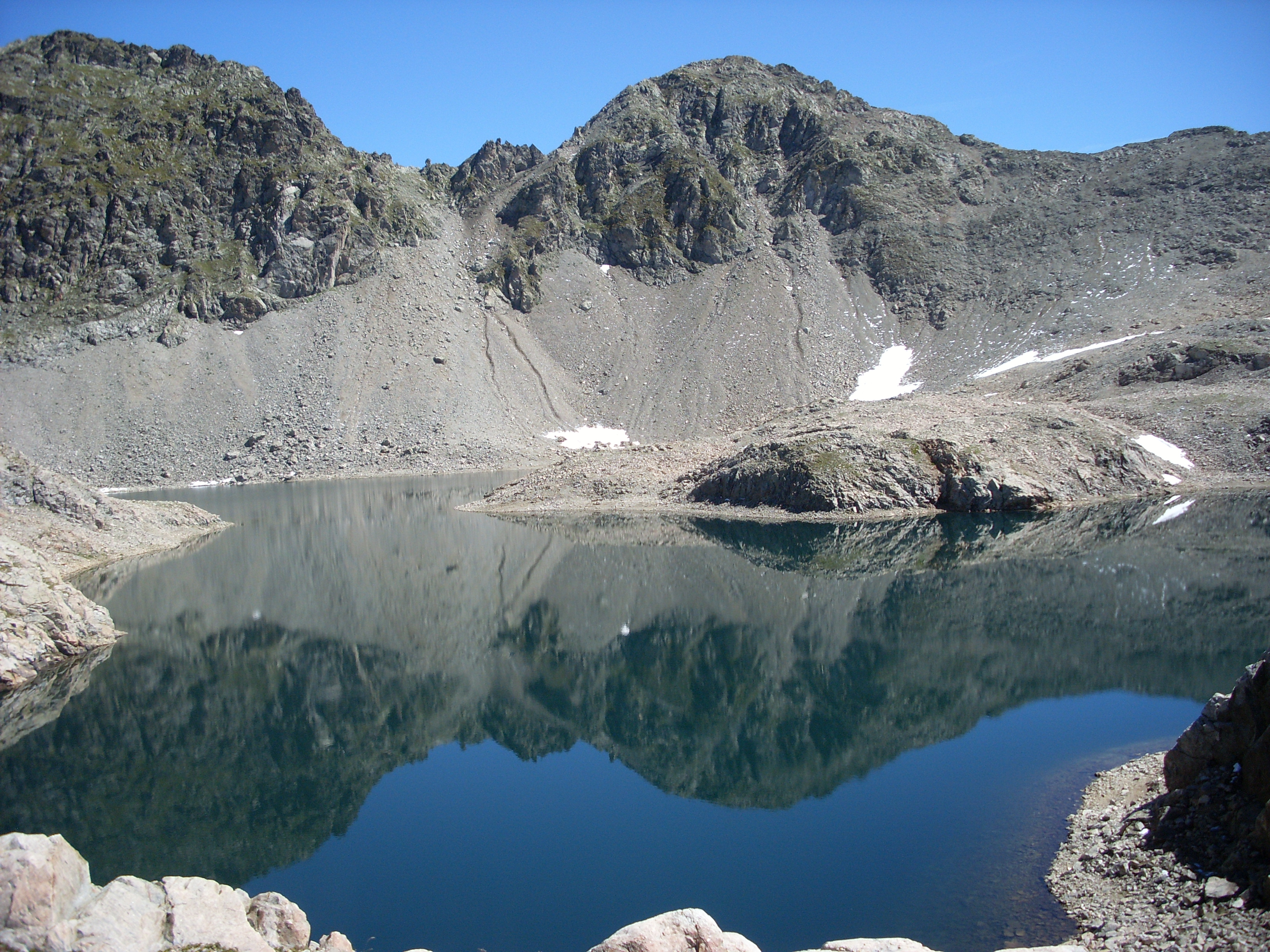
Le lac inférieur de Crupillouse, Champoléon.

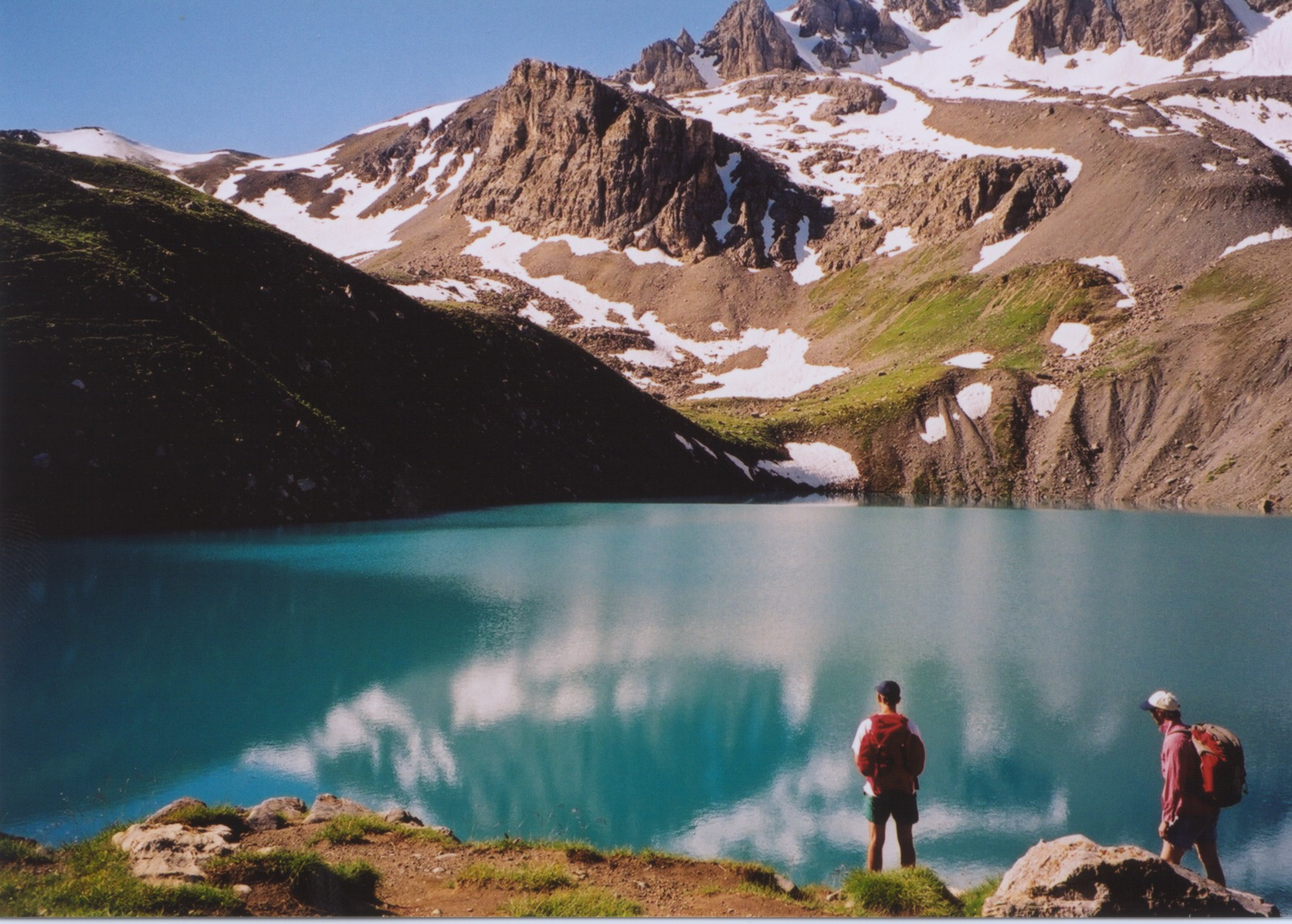
Le lac Sainte-Anne.

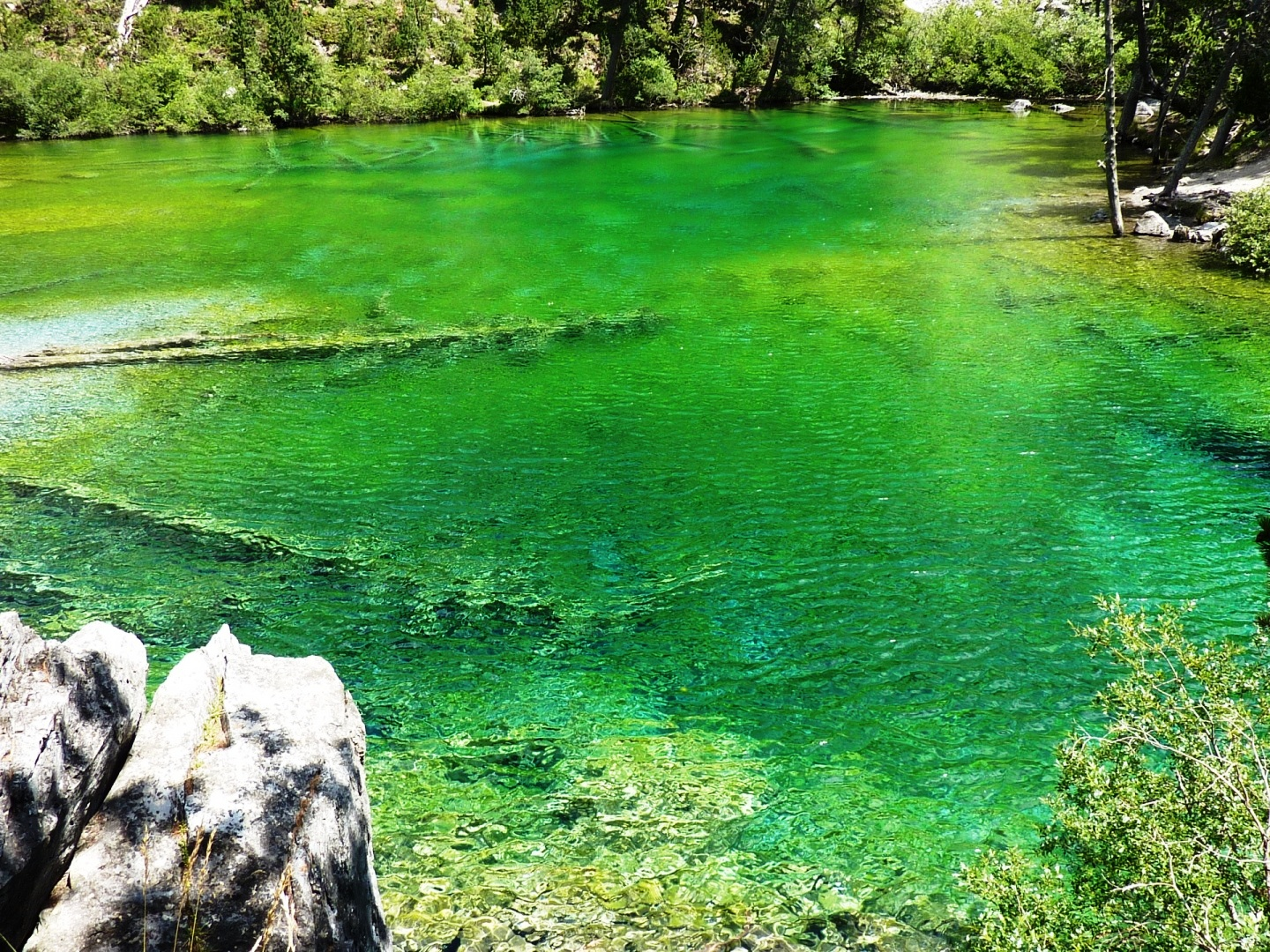
Le lac Vert.

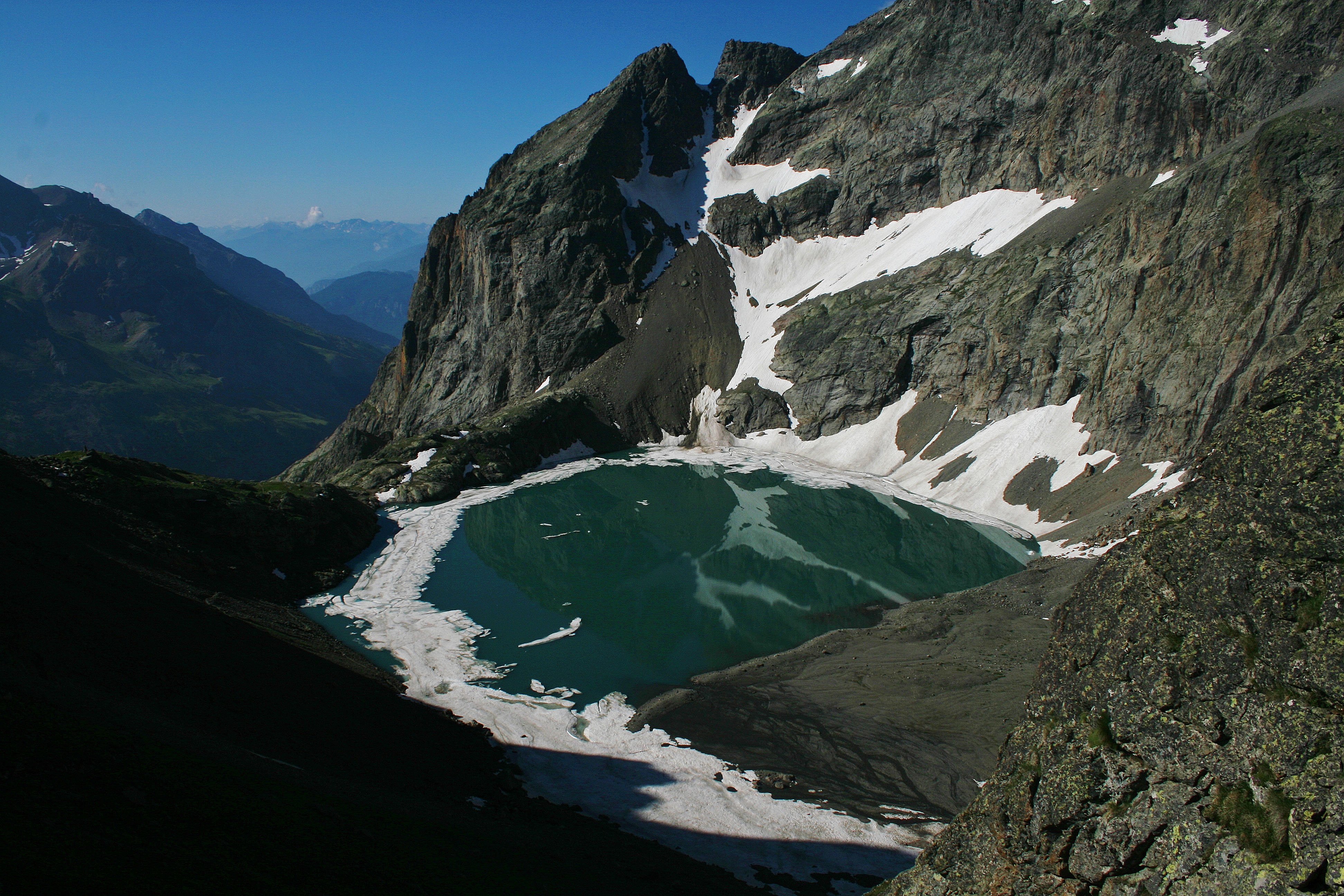
Le lac de l'Eychauda.

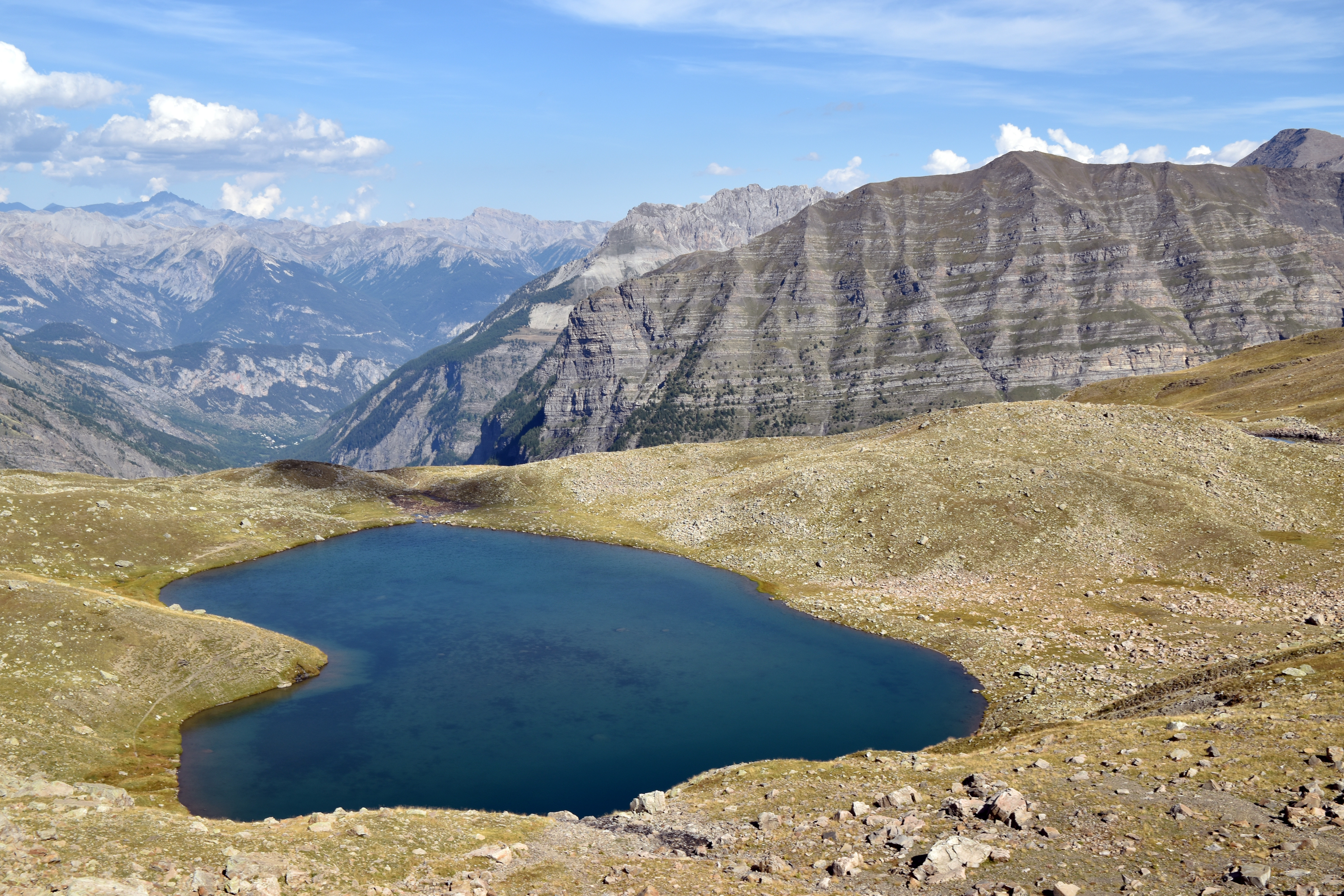
Le Lac Palluel.

  - Lac Haut-des-Drayères ou Lac sans-nom-au-dessus-des-Drayères,
  - Lac Laramon
  - Lac Long
  - Lac des Muandes
  - Lac Noir
  - Lac de l'Orceyrette
  - Lac Peyron
  - Lac de la Ponsonnière
  - Lac Rond
  - Lac Saraille
  - Lac du Serpent
- Massif des Écrins
  - Lac de Combeynot
  - Lacs de Crupillouse
  - Lac de Dormillouse
  - Lac des Estaris
  - Lac de l'Eychauda
  - Lac du Fangeas
  - Lac Faravel
  - Lac du glacier d'Arsine
  - Lacs Jumeaux
  - Lac du Lauzon
  - Lac Long
  - Lac Palluel
  - Lac des Partias
  - Lac de Pétarel
  - Lac des Pisses
  - Lac du Pontet
  - Lac Profond
  - Lac de Puy Vachier
  - Lac des Sirènes
- Embrunais
  - Lac du Crachet
  - Lac Sainte-Marguerite
  - Lac de Serre-Ponçon
  - Lac de Siguret
- Queyras
  - Lac de l'Ascension
  - Lac d'Asti
  - Lac de la Blanche
  - Lacs Blanchets
  - Lacs de Ceillac
    - Lac Miroir ou « lac des Prés Soubeyrand »
    - Lac des Rouites
    - Lac Sainte-Anne

  - Lac Chalantiés
  - Lac Clausis
  - Lac de Clos Sablé
  - Lac des Cordes
  - Lac Escur
  - Lac de l'Eychassier
  - Lacs du Guil
    - Lac de Roue
    - Lac Souliers

  - Lacs Guil-Agnelle
    - Lac Baricle
    - Lac Égorgeou
    - Lac Foréant

  - Lac Jean Rostand
  - Lac Lacroix
  - Lac Lestio
  - Grand lac du Lauzet
  - Lac moyen du Lauzet
  - Lac Lauzon
  - Lac Lauzon de Furfande
  - Lacs du Malrif
    - Lac du Grand-Laus
    - Lac Mézan
    - Lac du Petit-Laus

  - Lac Néal
  - Lac Haut-Néal ou Lac sans-nom-au-dessus-du-Lac-Néal,
  - Lac des Neuf Couleurs
  - Lac Petit-Laus
  - Lac de Porcieroles
  - Lac de Rasis
  - Lac ouest de Rasis
- Vallée Étroite
  - Lac Vert
- Lac de Pelleautier
- Lac Lautier

### Alpes-de-Haute-Provence

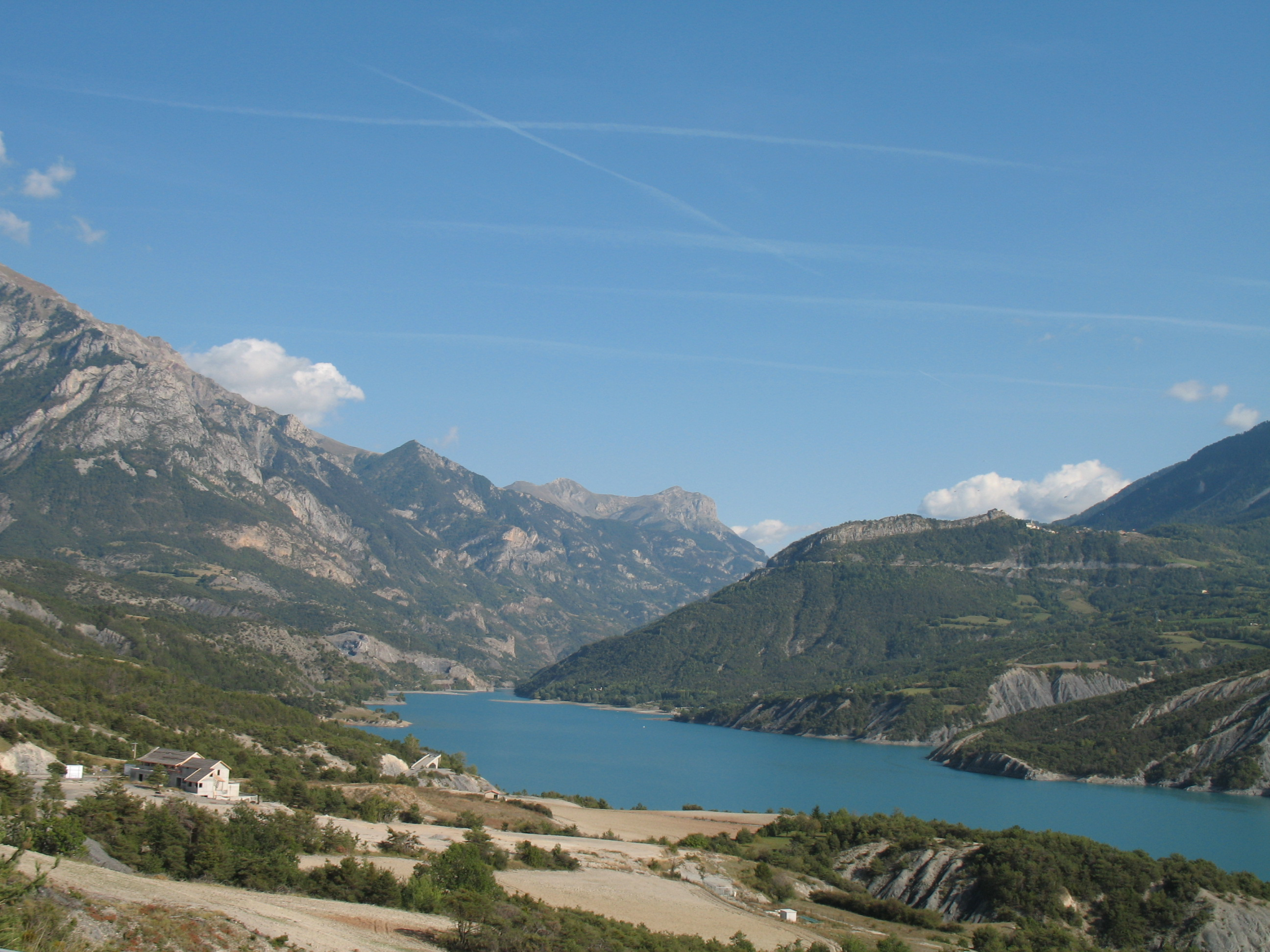
Vue du lac de Serre-Ponçon.

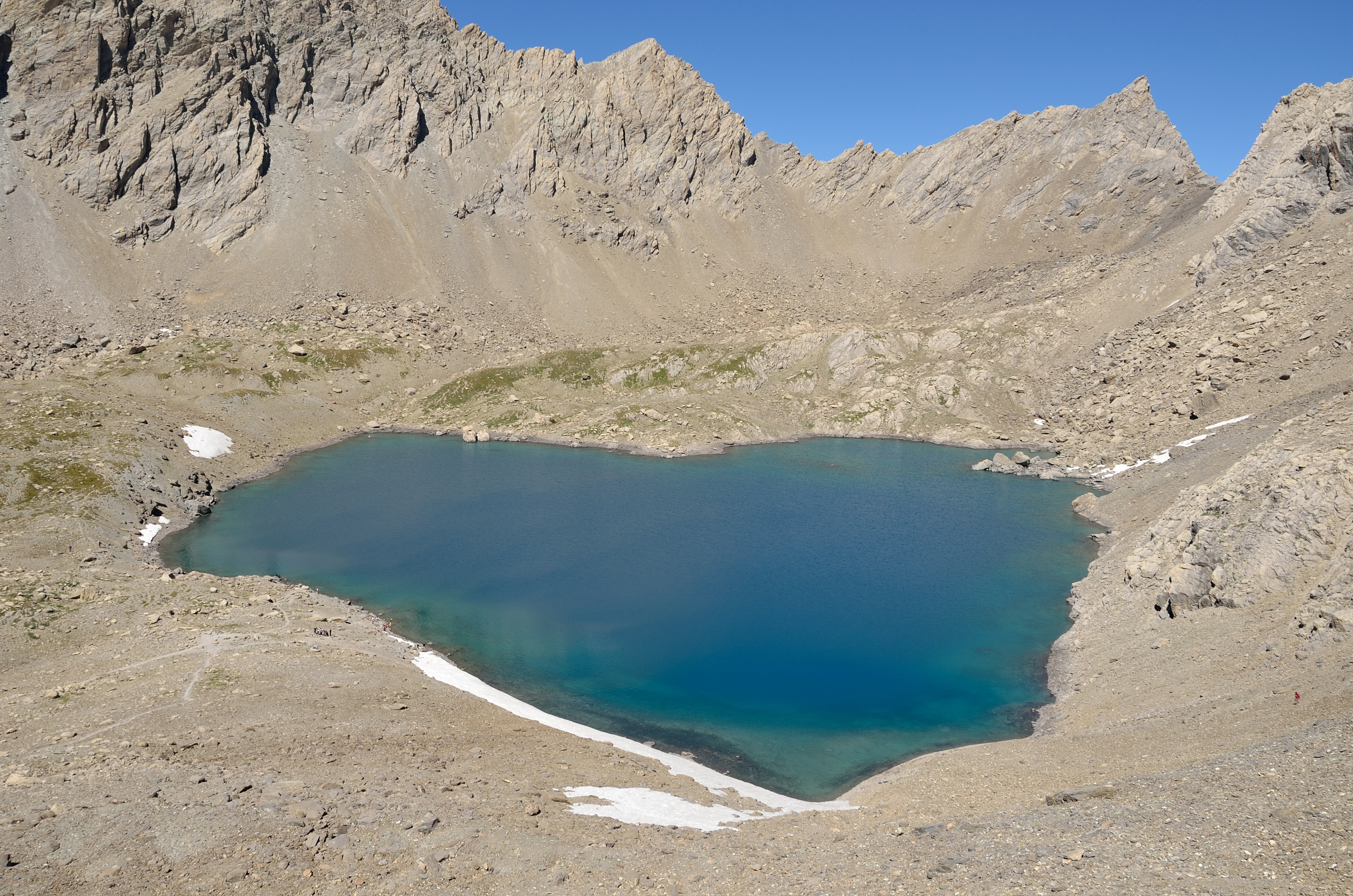
Vue du lac des Neuf Couleurs.

- Lac de Serre-Ponçon dans les Hautes-Alpes (H) (D)
- Lac de la Laye dans le pays de Forcalquier
- Lacs de la vallée de l'Ubaye
  - Lac Bleu
  - Lac Bleu-italien
  - Lac de l'Étoile
  - Lac de Longet
  - Lacs de Marinet
  - Lac Noir-de-Chambeyron
  - Lac de la Noire
  - Lac Rond-de-Chambeyron
  - Lac Vert-de-Morticet
  - Lac du Lauzet
  - Lac du Lauseron
  - Lac de Terre-Pleine
  - Lac des Sagnes
  - Lac des Neuf Couleurs
  - Lac du Lauzanier

- Lacs du Haut-Verdon
  - Lac d'Allos
  - Lacs de la Cayolle
  - Lac des Eaux-Chaudes
  - Lac de Derrière la Croix
  - Lac Long-du-Chambeyron
  - Lac de l'Orrenaye
  - Lac de Saint-Léger
  - Lacs de Lignin

- Lacs du Verdon
  - Lac de Sainte-Croix

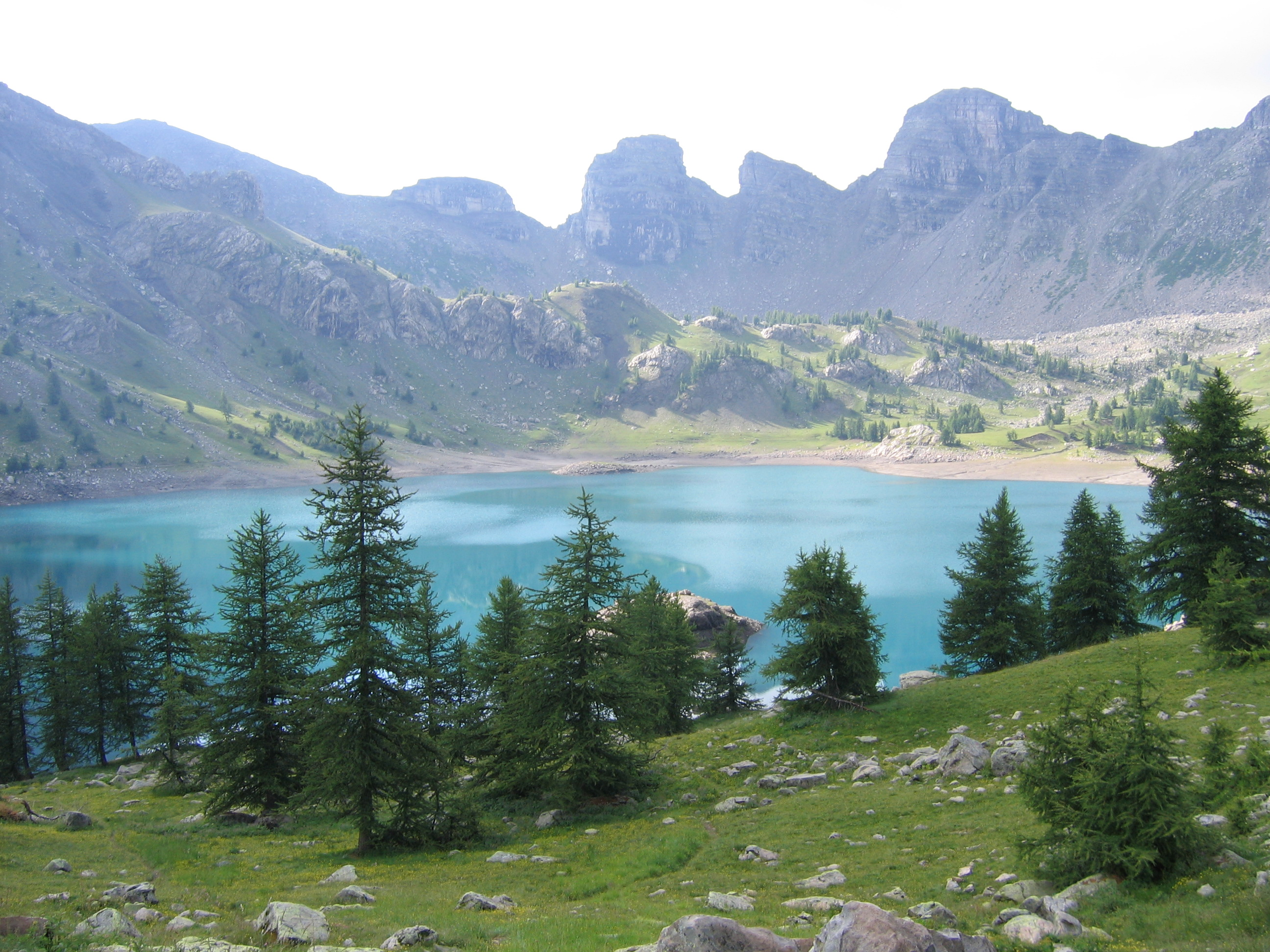
Vue du lac d'Allos.

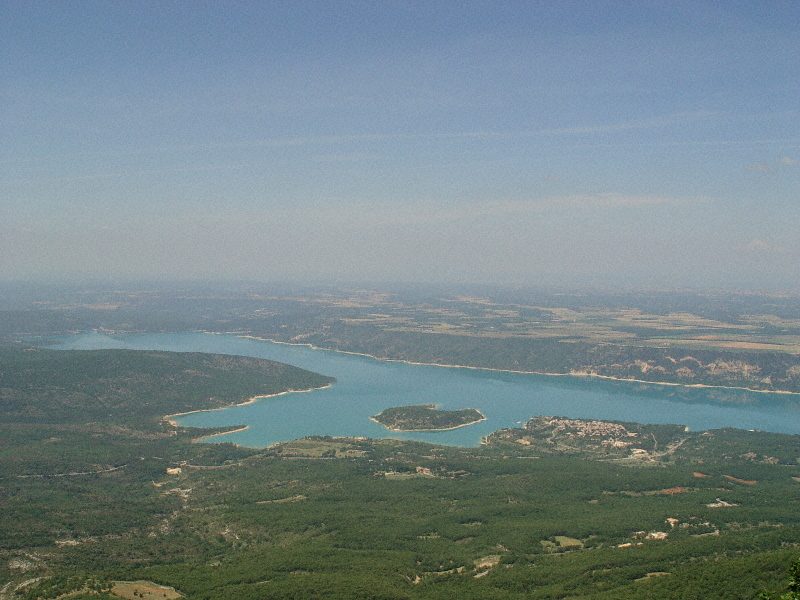
Vue du lac de Sainte-Croix.

  - Lac de Castillon (lac de barrage)
  - Lac de Chaudanne
  - Lac d'Esparron
  - Lac de Quinson

### Alpes-Maritimes

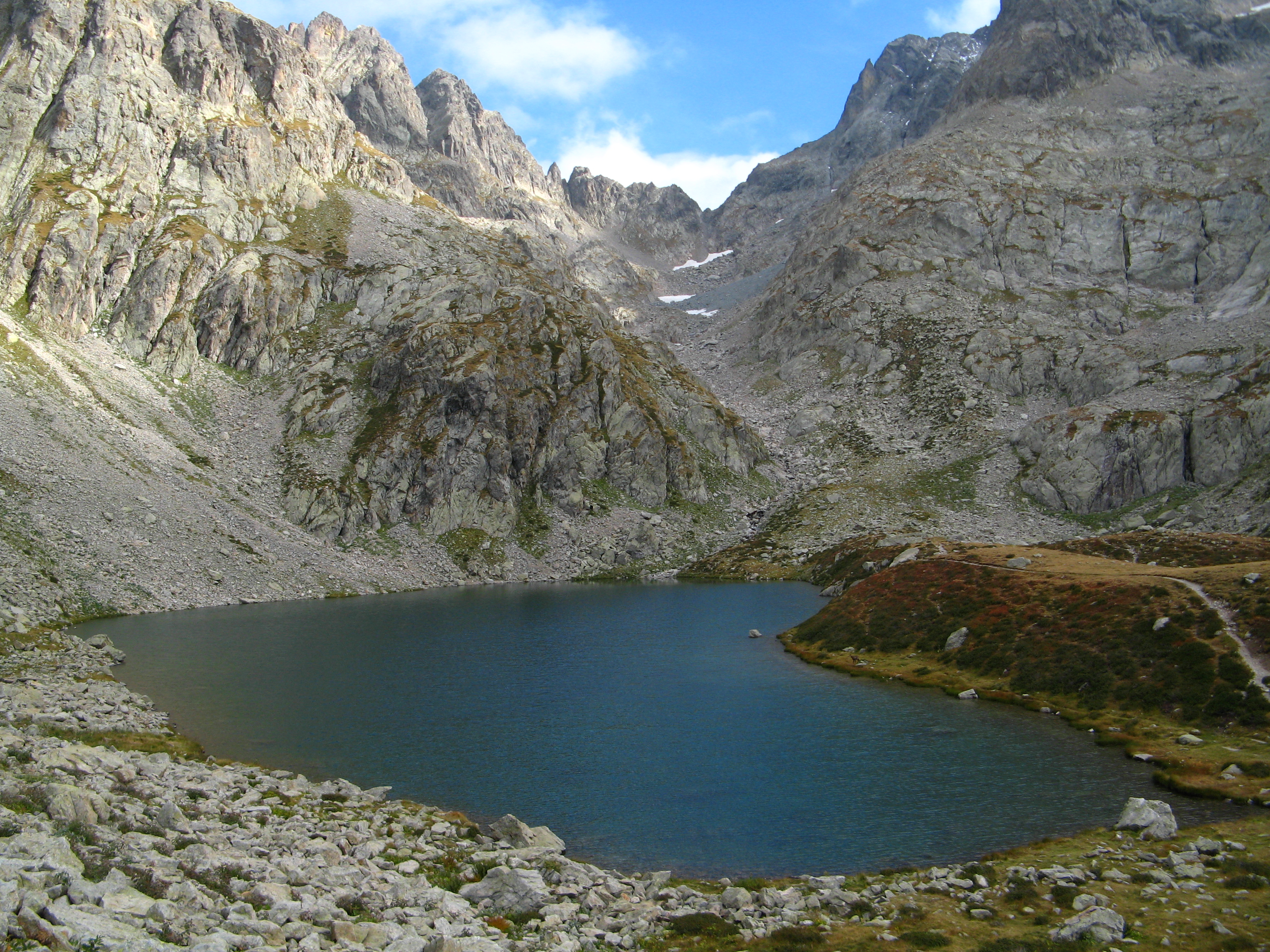
Vue du lac Autier.

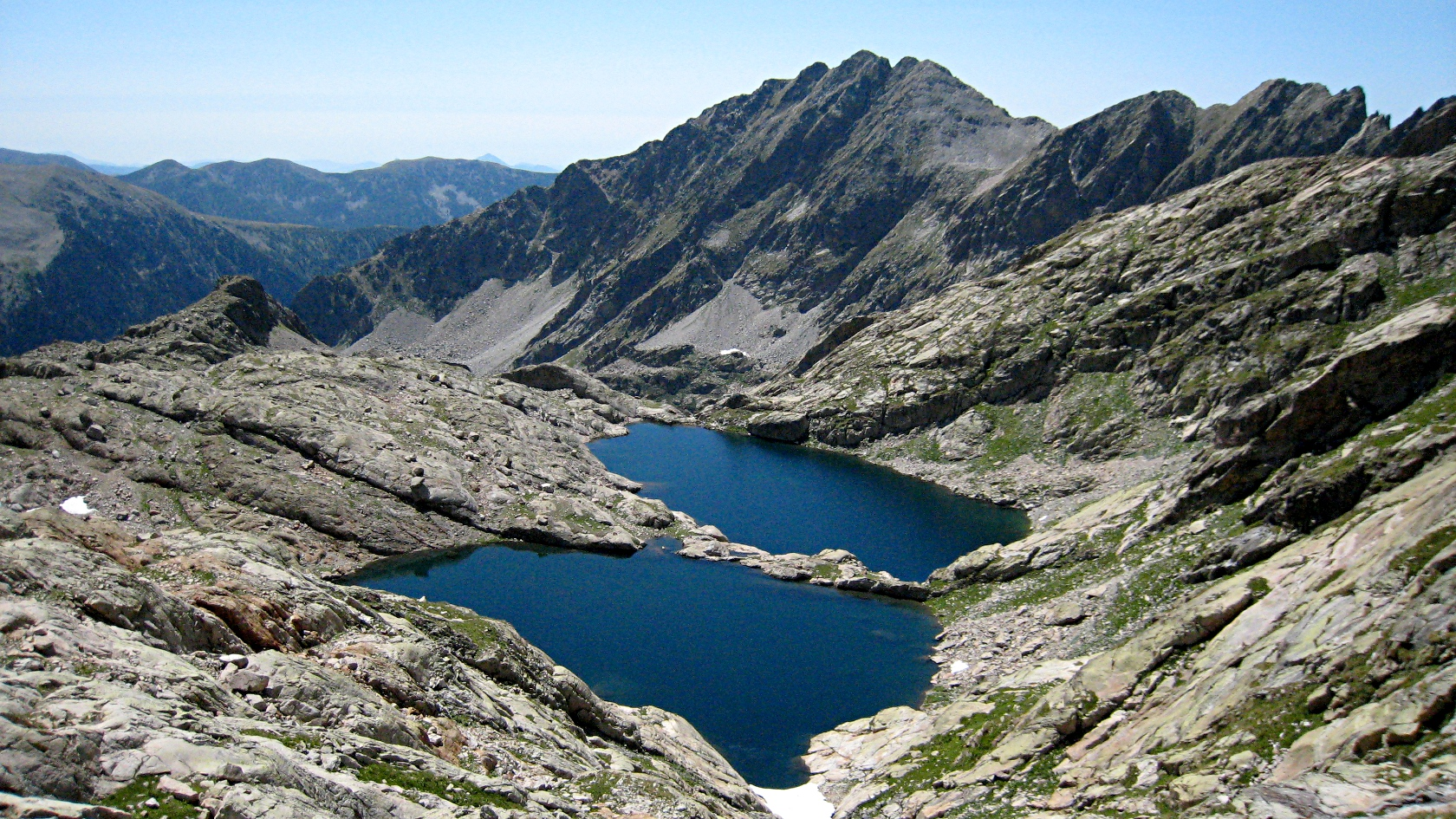
Vue des lacs Bessons.

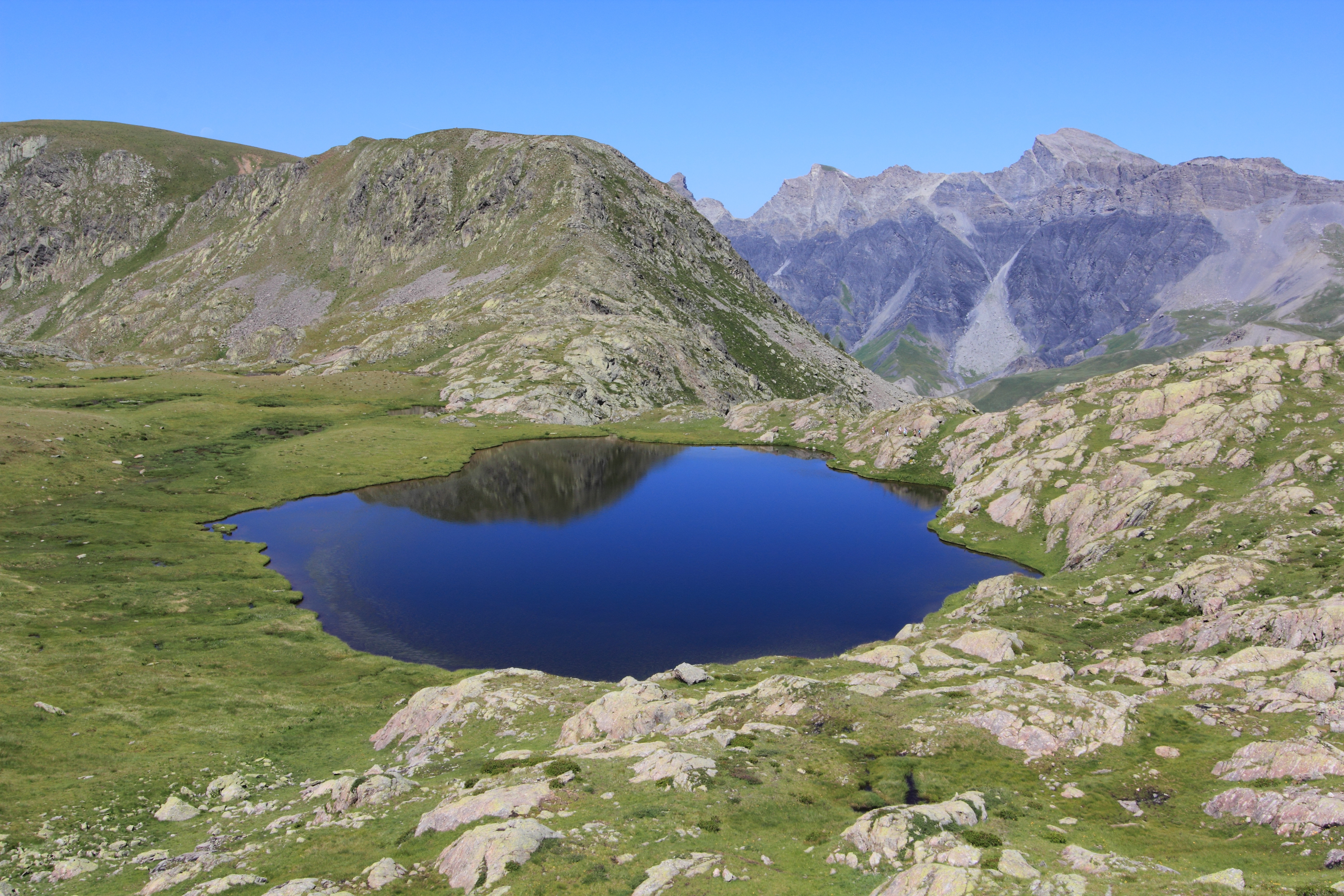
Vue du Grand lac Morgon.

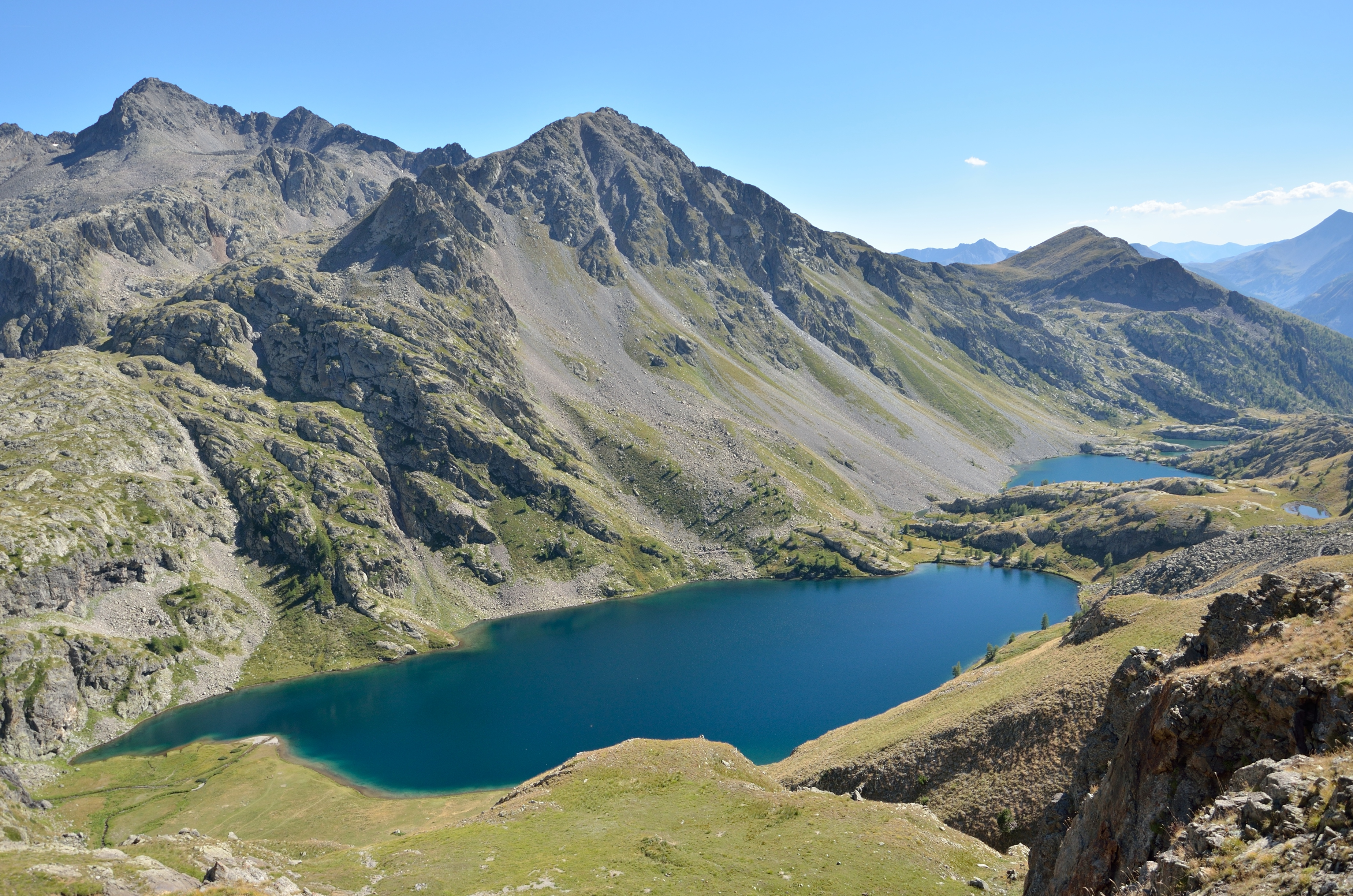
Vue des lacs de Vens.

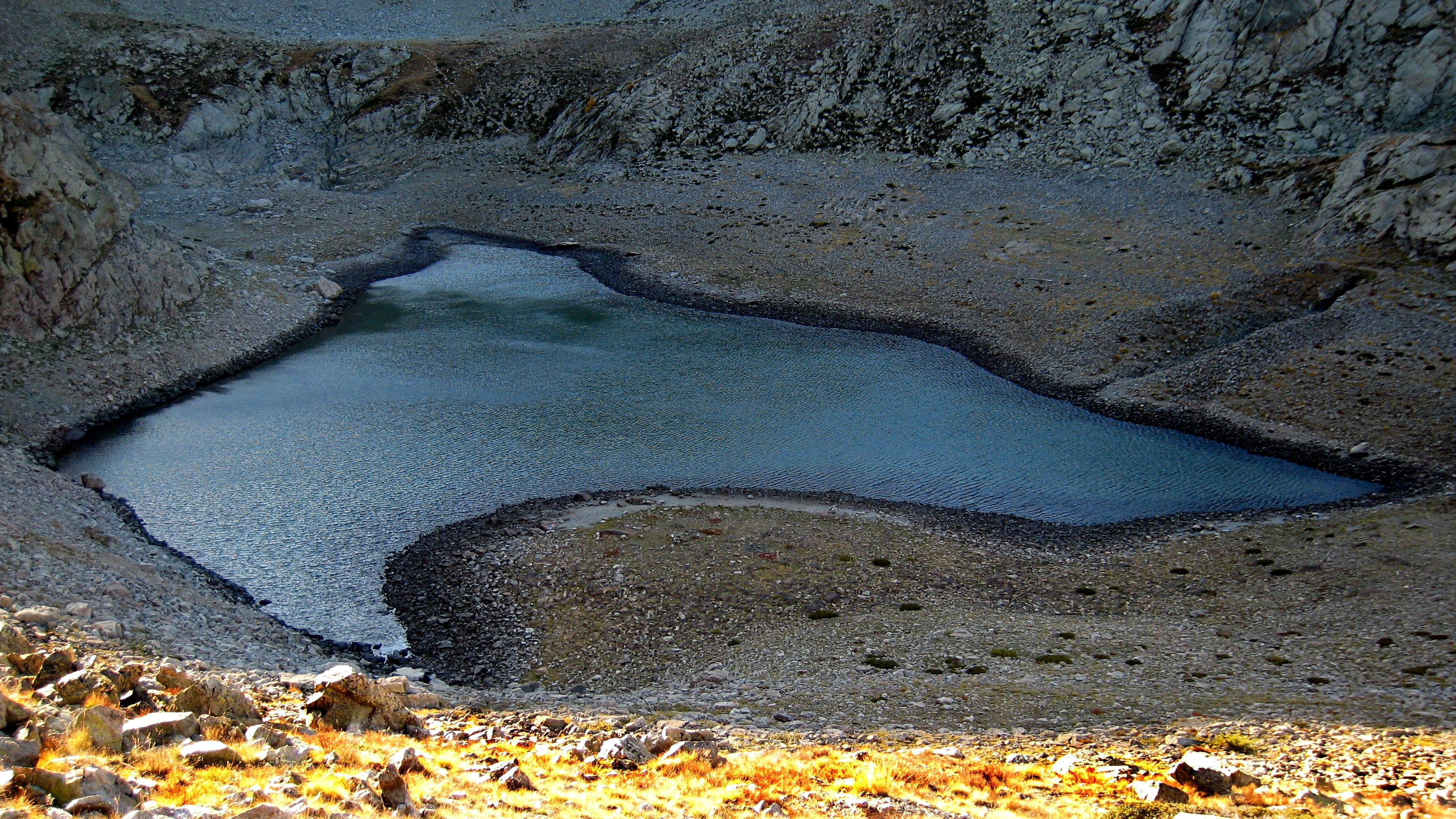
Vue d'un des lacs des Millefonts

- Gorges du Cians
  - Lac de Beuil

- Vallée de la Gordolasque :
  - Lac Autier
  - Lac de la Fous
  - Lac Long
  - Lac Niré

- Vallée de la Vésubie :
  - Lac Balaour (Isolette)
  - Lac du Barn
  - Lacs Bessons
  - Lac Blanc
  - Lac du Boréon
  - Lacs des Bresses
  - Lac Cabret
  - Lac de Fenestre
  - Lacs de Frémamorte
  - Lac de Graveirette
  - Lac du Mercantour
  - Lac Nègre
  - Lacs de Prals
  - Lac Scluos
  - Lac de Trécolpas

- Vallée de la Tinée :
  - Lac des Babarottes
  - Lac Chaffour
  - Lac du Cimon
  - Lac Fer
  - Lac Fourchas
  - Lacs de Gialorgues
  - Lacs Les Laussets
  - Lacs Malignes
  - Lacs Marie
  - Lac de la Montagnette
  - Lacs de Morgon
  - Lac Pétrus
  - Lac de Privola
  - Lac de Rabuons
  - Lac de Tavel
  - Lacs de Tenibre
  - Lacs de Terre Rouge
  - Lacs Varicles
  - Lacs de Vens
  - Lagarot
  - Laus Rion
  - Laus de Mouto

- Vallée de Valdeblore :
  - Lacs des Millefonts
- Vallée du Var
  - Lac d'Estenc

### Var
- Lac de Sainte-Croix (barrage)
- Lac de Saint-Cassien (barrage)
- Lac de Carcès (ou lac de la Fontaine d'Ajonc)
- Étangs de Villepey (lagune)
- Lac des Escarcets
- Barrage du Revest

## Nouvelle-Calédonie
- Lac de Yaté

## Îles Kerguelen
- Lac Aglaé
- Lac Alicia
- Lac Ampère
- Lac Austral (lac le plus au sud de tout le territoire français[4])
- Lac Aval
- Lac Bontemps
- Lac Brunehilde
- Lac Börgen
- Lac Christiane
- Lac Chun
- Lac d'Argoat
- Lac d'Armor
- Lac d'Asté
- Lac d'Entr'Aigues
- Lacs d'Entremont
- Lac d'Hermance
- Lac de Chamonix
- Lac de Courmayeur
- Lac de Cristal
- Lac de Guilvinec
- Lac de Jougne
- Lac de l'Impasse
- Lac de la Botte
- Lac de la Croix du Sud
- Lac de la Déception
- Lac de la Malchance
- Lac de la Réserve
- Lac de la Source
- Lac de la Vendéenne
- Lac des Trois Glaciers
- Lac des Deux Îlots
- Lac des Fougères
- Lac des Jaspes
- Lac des Korrigans
- Lac des Megalestris
- Lac des Saumons
- Lac des Trois Cantons
- Lac des Trois Enseignes
- Lac du Présalé
- Lac du Val Mort
- Lac Eaton
- Lac Elsa
- Lac Emmy
- Lac Euphrosine
- Lac Francine
- Lac Gandillot
- Lac Hanna
- Lac Hervé
- Lac Isou
- Lac Jaune
- Lac Josette
- Lac Koeslin
- Lac Lancelot
- Lac Marioz
- Lac Mercure
- Lac Michèle
- Lac Nathalie
- Lac Parsifal
- Lac Saturne
- Lac Schimper
- Lac Sibélius
- Lac Thalie
- Lac Toulaz
- Lac Valérie
- Lac Zizi

## Saint-Pierre-et-Miquelon
- Grand Barachois
- Grand Étang de Miquelon
- Étang de Mirande
- Étang de Savoyard